# ウルトラ怪獣擬人化計画
ウルトラ怪獣擬人化計画（ウルトラかいじゅうぎじんかけいかく）は、円谷プロダクション公認による『ウルトラシリーズ』に登場する怪獣と宇宙人を擬人化＋美女化（萌え擬人化）させて商品として販売するプロジェクト。

## 6つの異なるプロジェクト
大きく分けて6つのプロジェクトが存在しており、それぞれデザインやストーリーが異なる世界観で展開されている。当項目では下記6つについて記載している。
- POPと、ぱすてるデザインによるメディアミックス「POP版」。
- KADOKAWAとアスキー・メディアワークスが展開している「KADOKAWA版」。
- プレックスによるフィギュア化を中心とした「プレックス版」。
- 講談社が展開している「講談社版」。
- Tokyo Otaku Modeとのコラボレーションでグッズ展開をした「Tokyo Otaku Mode版」。
- シンカーが運営していた飲食店「KAIJU MUSUME 6」（2019年2月28日閉店）。

## POP版『ウルトラ怪獣擬人化計画feat.POP』
POPによるデザインを中心としたスタイルで展開されている。

### 擬人化された怪獣と宇宙人（POP版）
| 怪獣、宇宙人   | はいたい七葉 | 怪女子図鑑 | 怪女子ドラマCD | Comic code | リング☆ドリーム |
| -------------- | ------------ | ---------- | -------------- | ---------- | --------------- |
| ケムール人     |              |            |                | ○          |                 |
| バルタン星人   |              | ○          |                | ○          | ○               |
| アントラー     |              | ○          |                | ○          |                 |
| レッドキング   |              | ○          |                | ○          |                 |
| ピグモン       |              |            |                | ○          |                 |
| ジャミラ       |              | ○          |                | ○          |                 |
| ゴモラ         |              | ○          |                | ○          |                 |
| メフィラス星人 | ○            | ○          | ○              | ○          |                 |
| ジェロニモン   |              | ○          | ○              | ○          |                 |
| ゼットン       | ○            | ○          |                | ○          | ○               |
| エレキング     | ○            | ○          | ○              | ○          | ○               |
| ゴドラ星人     |              | ○          |                | ○          |                 |
| メトロン星人   |              | ○          |                | ○          |                 |
| イカルス星人   |              | ○          |                | ○          |                 |
| キングジョー   | ○            | ○          |                | ○          |                 |
| ツインテール   |              | ○          | ○              | ○          |                 |
| ベムスター     |              | ○          |                | ○          |                 |
| スノーゴン     |              | ○          |                | ○          |                 |
| ヤプール人     |              | ○          |                | ○          |                 |
| バキシム       |              | ○          |                | ○          |                 |
| エースキラー   |              | ○          |                | ○          |                 |
| テンペラー星人 | ○            | ○          | ○              | ○          |                 |
| サラマンドラ   |              | ○          |                | ○          |                 |

### はいたい! ウルトラ怪獣?!
POPが『はいたい七葉』のキャラクター原案を務めていたことからコラボレーションが実現された。2013年5月、琉球朝日で放送された第2期の第20話「はいたい! ウルトラ怪獣?!」。

#### 登場人物（はいたい!）
テンペラー星人
声 - 新井里美（ウルトラ怪女子と共通）
イーナを対ウルトラ兄弟の切り札となる最強の生命体として担ぎ上げる。「だわよ」口調で喋る。「シンバルを叩く猿のおもちゃ」を持っている。
エレキング
声 - 桑原由気
テンペラー星人の配下。
キングジョー
テンペラー星人の配下。帰る際にはイーナを踏んづけて足跡をつけていく。このとき、踏まれたイーナの「ちぶるやみぃー（頭が痛い）」のセリフの背景には、チブル星人（非擬人化）が描かれていた。
メフィラス星人
声 - 中村桜
テンペラー星人にゼットンを見せて彼女こそ宇宙最強の生命体であると説明している。
ゼットン
声 - 喜多丘千陽
真の宇宙最強の生命体。バリヤーと一兆度の火球でイーナを一蹴している。

### ドラマCD『ウルトラ怪女子』
2014年8月15日から8月17日、「コミックマーケット86」で販売されたPOPのデザインによる擬人化怪獣（ウルトラ怪女子）図鑑と同名のドラマCD。ジャケットにはバルタン星人が出ているが、ドラマCDには存在について語られるのみで直接登場はしない。8月のC86に先駆けて2月に台湾で行われた「台北國際動漫節」で、『力霸王怪女子』の名称で先行公開された。

#### 登場人物（怪女子）
テンペラー星人
声 - 新井里美
「だわよ」口調で喋る。平穏なモンストリアに退屈して地球侵略をメフィラス星人に持ち掛けるが、侵略性の違いから口論となり、互いに罵り合う結果になった。
メフィラス星人
声 - 井上喜久子
「ですわ」口調で喋る。プライドの高い淑女。
エレキング
声 - 佐藤利奈
ツインテールと共にテンペラー星人とメフィラス星人の喧嘩を止めに入った。
ツインテール
声 - 八木あずさ
エレキングと共にテンペラー星人とメフィラス星人の喧嘩を止めに入った。
ジェロニモン
声 - 清水彩香
怪獣軍団を率いて地球を侵略しようと相談している怪女子たちの近くを偶然通り掛かり、怪獣を蘇らせる能力を見込まれ勧誘された。
ウルトラマンベリアル
声 - 藤原啓治
光の国で唯一、悪に堕ちたウルトラ戦士。一応はウルトラ戦士であるため、モンストリアでも姿は変化していない。再生怪獣を利用した地球侵略を画策する怪女子たちに協力を申し出るが、怪獣扱いされながらもウルトラ戦士のままである点が中途半端と指摘されて、おっさんなどと貶されたことでウルトラの母に泣き付きにモンストリアから去った。

#### 用語（怪女子）
モンストリア
人々の空想から生まれた怪獣の魂が流れ着く怪獣墓場。人間の空想の影響を受けて流れ着いた怪獣が少女の姿になる性質を持っている。

### ウルトラ怪獣擬人化計画feat.POP Comic code
風上旬によるコミカライズ。『ヤングチャンピオン』で2015年No.4から2020年No.3まで連載していた。全120話。女子高生になった怪獣と宇宙人によるギャグ漫画。
著者クレジットは3人で役割が異なり、原作を円谷プロダクション、企画、キャラクター原案をPOPと、ぱすてるデザイン、漫画を風上旬。POPのキャラクターを風上旬が漫画にして円谷プロダクションが、チェックを入れるという構成で作られている。
大きな分類では萌え漫画ではあるものの原典のネタを、随所に織り交ぜてときにはバトルも描かれるなど、往年の『ウルトラシリーズ』のファンにも十分楽しめる作風になっている。原典にあたる「特撮映像」を漫画上に落とし込んでリアルな絵柄で描くことも特徴で、デフォルメされた萌え擬人化とリアルタッチな怪獣が同居している。
先述の怪女子図鑑には「擬人化性格」が設定されているが、漫画では一新されて別物にアレンジされている。作者はまず図鑑とドラマCDを参考にしたとインタビューで答えており、特に初期のシーンにはドラマCDのキャラクターのネタを、漫画版キャラクターでアレンジしたものがみられる。第6巻の第99話で全ての擬人化怪獣が出揃う。
2018年8月、翻訳英語版第1巻がセブンシーズ・エンターテインメントから刊行された。英題は『Ultra Kaiju Humanization Project feat.POP Comic code』。ウルトラ怪獣擬人化計画初の海外進出である。

#### あらすじ（feat.POP Comic code）
『ウルトラマン』第33話「禁じられた言葉」でメフィラス星人はサトル少年に「地球をあげます」と言わせることに失敗して負けを認めて地球から去った。しかし、次に目覚めたとき、なぜか怪獣墓場で女子高生になっていた。
エレキングから「ピット星人は地球人の男性はかわいい女の子に弱いと言っていた」という情報を伝えられて、自身の「地球人の心を奪う」という侵略方針とも合致していたことで、仲間たちと共に学園を抜け出して地球に潜伏してアイドルグループとしての成り上がりを目指す。しかし、イカルス星人の介入によってステージを台無しにされてしまい、侵略は失敗して怪獣墓場に帰還している。
怪獣墓場にはバルタン星人が侵略を仕掛けてきて、居住権をかけた3対3の試合はバルタン星人とゼットンの大将戦に委ねられるも、ゼットンが勝利して防衛に成功している。
メフィラス星人とエレキングは外出中に落雷に打たれてしまう。そこでメフィラス星人は擬人化が内包する綻びに勘付く。メフィラス星人は真相を知り、エレキングには伏せる。
侵略を諦めていなかったイカルス星人は神戸港からキングジョーを蘇らせる。キングジョーは暴走を始めて地球入りしていたテンペラー隊とヤプール隊を倒す。足止めをくらっていた怪獣墓場の本隊も遅ればせながらも宇宙船を手に入れ地球へ向かう。東京ではメフィラス星人が地球を守るために戦う。

#### 登場人物（feat.POP Comic code）

##### 擬人化怪獣
メフィラス星人
少女時身長151センチメートル / 少女時体重41キログラム
モデルは『ウルトラマン』第33話「禁じられた言葉」に登場した「悪質宇宙人 メフィラス星人」。主人公で初登場は第1話「禁じられたこ・と・ば☆」（第1巻）。
ウルトラ兄弟分析部の討伐部長でダークネスブラックのプロデューサー（裏での侵略担当）。 怪獣墓場に来ているが「私はウルトラマンに負けていないぞ」と主張している。
当初は「怪獣墓場で女子高生」という事実に戸惑っていたが、なじむことができてエレキングと一緒にスイーツを楽しんだり、少女らしい振る舞いが多くなった。自分の少女姿もなかなか気に入っており、鏡の前でかわいいポーズをとったりもする。プライドが高く自信家なぶんだけ短気で負けず嫌い。
暴力を嫌い紳士を称するがゆえに、「悪質宇宙人」という異名で呼ばれたくない。暴力的な解決を嫌い、破壊工作を「古いタイプの侵略」と否定して地球人の心を、奪うことを狙ってアイドルグループを立ち上げる。
ウルトラマンとの戦闘終了時に呟いた「よそう…」というセリフを、紳士が争いを避けた名文句として気に入っており多用している。サトル少年とのやり取りで発した「そうだろうねえ…」という紳士的振る舞いのセリフが、怪獣墓場学園では茶化されてしまっている。コミカル路線のメフィラス星人二代目の存在は黒歴史扱いで触れられたくない。
ルームメイトのエレキングに対しては好意を抱いているようで、レッドキングとの仲の良さに嫉妬することがある。敵対したイカルス星人からは「他の擬人化怪獣たちとは違う」、「半溶解種だな」と言われた。
「禁じられた言葉」での地球侵略時に配下としていたバルタン星人三代目、ザラブ星人二代目、ケムール人二代目はハッタリ映像であった。このことについて、バルタン星人からは「お前の手下になった覚えなどない」と完全否定されてしまい、逆ギレして怪獣デュエルへの参戦を名乗りを上げる（バルタン星人の対戦相手はゼットンとなり、直接対決は実現していない）。ケムール人とは口裏を合わせることに成功している。丸の内を訪れた際には逆の立場で、この3宇宙人の姿をビル群に幻視している。
夢で小鳥を飼う少女の姿を見るなど記憶に混乱が生じている。エレキングに「りんちゃん」と呼ばれて、自分でもわからないまま「エリちゃん」と呼び返す。擬人化が内包する綻びに勘付き、真相を探ろうとする。
原典同様にグリップビームやワープなどの能力を使用できる。メフィラス星人二代目やアーマードメフィラス同様に、「腹部への攻撃に弱い」という弱点も健在である。巨大化できるがパワーをサイズと戦闘力に配分することになるため、適度な身長は60メートルである。
エレキング
モデルは『ウルトラセブン』第3話「湖のひみつ」に登場した「宇宙怪獣 エレキング」。初登場は第1話（第1巻）で怪獣墓場に来たばかりのメフィラス星人を案内していた。
ウルトラ兄弟分析部の部員でダークネスブラックのアイドル。メインヒロイン的存在。元々水中で生まれ育ったためか風呂が大好き。ほんわかかつおっとりした天真爛漫な明るい性格。天然気味でマイペースな所もある。
面倒見がよく誰に対しても優しく接して、学園での交友関係が広い。相手に感謝を表すときにキスをしたり、抱き着くようなかたちで尻尾を巻き付ける。料理が得意でスイーツも自作している。
地球でのアイドル活動中はメンバーで最も精力的に働く。しかし、グループの進退をかけた大舞台でイカルス星人に操られて暴走して、図らずも作戦失敗の原因となってしまう。強制的に操作された弊害で、その間の記憶は失っており、怪獣墓場に帰還する船内で目を覚ます。外出中に落雷に打たれて混濁した意識で、メフィラス星人を「りんちゃん」と呼んだ。後になってもそのことは思い出せない。
原典でみられた強力な発電能力は健在である。頭部の角は電話アンテナの機能がある。体を巨大化縮小することが可能で、もし本人が意識を失っていたとしても角を決められた手順で回したり、電力を供給することで調整ができて細かい手順はピット星人監修の「エレキング取扱説明書」に記載されている。
テンペラー星人
少女時身長150cm / 少女時体重42kg
モデルは『ウルトラマンタロウ』第33話「ウルトラの国大爆発5秒前!」と第34話「ウルトラ6兄弟最後の日!」に登場した「極悪宇宙人 テンペラー星人」。初登場は第5話「怪獣墓場学園だいばくはつ5秒前」（第1巻）。
ウルトラ兄弟分析部の必殺部長でダークネスブラックのプロデューサー（裏での侵略担当）。語尾に「だわよ」をつけて喋る。怪獣墓場に来てから腑抜けてしまった怪獣達にはよく怒っており活動的。「怪獣は暴れるのが仕事」、「宇宙人は侵略するのが仕事」、「ウルトラ兄弟を必殺」を掲げて同志を募る。
侵略方針は破壊活動路線と考えていたが、地球への遠足にて擬人化少女の姿が持つ力を認めてアイドル活動による侵略方針を選ぶようになる。メフィラス星人とは共同で地球侵略の計画を、進めてケンカすることも多いが良き相棒関係を築いている。
アントラーからは「お姉様」と呼ばれて懐かれており、本人も満更ではない。メフィラス星人とエレキングが一時行方不明になり、安否がわかったときには涙ぐむなど仲間想い。新たな侵略方針としてアントラー、スノーゴン、サラマンドラを配下している。
作者いわく「怒ると足を上げる癖があり」、シリアスギャグを問わず怒りに伴って足や膝を上げるアクションが描写されている。
原点同様にビームウィップやウルトラ兄弟必殺光線などの能力が使用できる。終盤ではキングジョー対策にウルトラ兄弟「以外」必殺光線も使用した。
強怪獣ゆえにウルトラ6兄弟から徹底的にやっつけられた最期を迎えているためにトラウマが多い。
レッドキング
少女時身長：162センチメートル / 少女時体重51キログラム
モデルは『ウルトラマン』第8話「怪獣無法地帯」に登場した「どくろ怪獣 レッドキング」。第1話で顔見せして第2話「湖のひ・み・つ☆」（第1巻）で本格登場している。
ウルトラ兄弟分析部の部員でダークネスブラックのアイドル。怪獣寮に住んでいる。一人称は「オレ」。原典では凶暴で手のつけられない暴れん坊だったが、擬人化されたことでかなり性格が丸くなった。
無鉄砲な言動はあるが、常識的で友達思いな気っ風のいい性格になっている。頭を使わず細かいことは気にせずおおざっぱ。手先が器用で部屋は片付いている。
身体能力は屈指で怪力は健在である。脳筋なので、たとえ物理法則の通じない異次元空間内だろうが、「バカには法則が通用せず」強引に行動する。元が地球生まれの怪獣であるため、宇宙船に乗るのは苦手で途端にしおらしくなり、しかも乗り物酔いで生前に飲み込んでいた水爆を吐き出す危険がある。
遠足の際に円盤に乗り遅れそうになったエレキングを投げ上げて円盤へ送り届けるが、そのせいで地球に取り残されてしまう。その後、野生化して富士山付近の湖で魚を取りながら生活をしていた際に大工である棟梁の夫婦と知り合い、東京へ移住して怪獣墓場からの迎えを待ちながら建設現場で働いていた。棟梁夫妻とは親子のような関係を築いており、怪獣墓場に帰還せざるを得ない状況に追い込まれた際には別れを悲しみ涙を流していた。
怪獣墓場学園に帰還後、ジェロニモンに擬人化計画の真相を明かされ、自分の正体と棟梁夫妻から迎えられた理由に気付いている。
メトロン星人
モデルは『ウルトラセブン』第8話「狙われた街」に登場した「幻覚宇宙人 メトロン星人」。第1話で顔見せした後、第3話「街、狙っちゃえ☆」（第1巻）で本格登場している。
ダークネスブラックのアイドルで事実上の参謀。マイペースかつつかみ所のない性格。物知りだが校内では不思議ちゃんとして見られている。遠回しな策略や無駄に凝った仕込みを好む。
独自のこだわりを優先させるも、詰めが甘く隙だらけになりがちである。宇宙船を私有しているが性格面での隙が、不備を生んでまともに着地したためしがない。
自宅アパートと怪獣墓場学園内の部屋を茶室に改造して、ちゃぶ台と冷蔵庫を完備している。茶室を訪れた者には「狙われた街」の「ようこそ君の来るのを待っていたのだ」の口上を、かけて「狙われない街」の眼兎龍茶でもてなすというパターンに持ち込む。
メンバー内では地球に潜伏していた期間が、最も長いことから侵略計画の知恵袋として頼りにされているが、その知識は若干オタク方面に偏っている。
アイドル活動中はアイドル部隊でありながら計画立案も担当して実質的に参謀を務めて、ビラ配りからライブ会場やバイト先の手配まで幅広く作戦を支えた。レッドキングが世話になっている建設現場の棟梁とは侵略当時からの知り合い。
生前から「モロボシ・ダン＝ウルトラセブン」に好意を抱いており、ウルトラセブンへ好意を抱く、ゴドラ星人とは非常に仲がいい。
ジャミラ
モデルは『ウルトラマン』第23話「故郷は地球」に登場した「棲星怪獣 ジャミラ」。元人間の怪獣。初登場は第7話「故郷はち・き・ゅ・う♡」（第1巻）。
ダークネスブラックのアイドル候補だが、地球に行けなかったため幽霊メンバー状態である。擬人化怪獣になるのではなく、人間に戻りたかったと嘆いている。気弱な性格で生前の記憶やトラウマに引きずられた行動が多い。水を浴びると死んでしまうという弱点は克服されているが、未だに水への恐怖心が根強い。基本的に温厚な性格だがネガティブかつ泣き虫。
実はかなり戦闘能力が高く、口から高温の炎を吐くことができる。人間時代の宇宙飛行士の訓練で強烈なGを受けていたため、遠心力にはかなり強い。ときたま宇宙飛行士時代の記憶を、思い出すことがあるが人間の記憶としてではなく、「変な映画を思い出した」と認識している。
地球に戻りたいという強い思いからメフィラス星人たちの侵略計画に加わったが、地球行きのチャンスがあるたびにトラブルに遭っては怪獣墓場に取り残されてしまうという展開がパターン化している。とにかく登場する度に不幸な目に見舞われるが、めげずに地球行きに備えてトレーニングを続けている。アイドル活動で怪獣墓場学園を不在にしていた期間中に新しくやって来たゴモラと仲良くなる。
バルタン星人襲来時にはよく話を聞かないまま怪獣デュエルに参加することになってしまい、2回戦でスノーゴンと対戦して逃げてばかりだったが、地球行きをダシにされて奮起して水攻撃にも耐えて火球の一撃でスノーゴンを撃破している。その後、イカルス星人の円盤で地球に行けることになったが、浮かれて脱出ポッドに乗り込んでしまい誤って怪獣墓場へ帰還してしまう。その後、ケムール人と共に地球に向かうが、宇宙船が墜落して他の星に行ってしまう。
最終的には努力が実り、地球への帰還に成功して同時に仲間たちを、対キングジョー戦の舞台たる地球に連れていくという大役を担う。あとがきでは地球に戻った彼女の後日談が示唆されており、『ウルトラマンパワード』第6話「宇宙からの帰還」に登場した「棲星怪獣 パワードジャミラ」の設定を踏まえた内容が想定されている模様である。
彼女が登場する度に災難に見舞われるのは作者曰く「好きすぎてついイジメてしまう」からだと語っている。
アントラー
モデルは『ウルトラマン』第7話「バラージの青い石」に登場した「磁力怪獣 アントラー」。『劇場版 ウルトラマンX きたぞ!われらのウルトラマン』に登場した亜種「閻魔分身獣 ゴーグアントラー」のように背中に羽が生えており空も飛べる。第12話（第1巻）で怪獣墓場にやって来たがゼットンに校長室へ連れて行かれて、遠足編後の第19話「おねえさまの青いハサミ」（第2巻）で再登場している。
ダークネスブラックのアイドル。人懐っこい性格。自分同様にハサミを持つテンペラー星人を「お姉様」と呼んで懐いている。抱き着いてくることもあるが、ハサミ（大顎）が相手の喉元に突き付けられる姿勢となり危険である。
お姉様のお仲間になりたいと言い、メフィラス星人からもウルトラマンのスペシウム光線に耐えたタフさと、見た目の可愛らしさを気に入られてダークネスブラックに加入している。
かなり天然なうえに致命的なまでに記憶力がない（ゼットンに記憶を消されたのかと思われたが素の記憶力も虫並であった）。好物は蟻で屋外で蟻を見つけるとすぐに食べようとする。玉葱が嫌い。
生前通りに強力な磁力で物を引き寄せる能力を持つが、強弱の調節が出来ないため、機械類を引き寄せると生身の体にぶつかって負傷してしまう。
ゴドラ星人
モデルは『ウルトラセブン』第4話「マックス号応答せよ」に登場した「反重力宇宙人 ゴドラ星人」。初登場は第20話「波打ち際で応答せよ」（第2巻）。
ダークネスブラックのアイドル。お嬢様口調で喋る。学園にはほとんど通わず、カジノを兼ねた豪邸に住み優雅な暮らしを送っている。
捕獲カプセルと変身能力を持ち、特に変身は擬人化怪獣の真似からモルフォ蝶にいたるまでどんな生物でも自由自在。空中を自由自在に飛行できるが鈍い。性格的には詰めが甘いと言われ隙も大きい。
生前の才能、残忍性、高い変身能力をメフィラス星人に評価されて、ダークネスブラックへの勧誘を受けて、最初は乗り気ではなかったが、生前から「モロボシ・ダン＝ウルトラセブン」に好意を抱いており、「地球に行ったらダンに会わせる」という条件でダークネスブラックに加入している。ウルトラセブンへ好意を抱く、メトロン星人とは非常に仲がいい。
ウルトラセブンとの戦いで背を向けて逃げ出したのは「後ろから追いかけてほしかった」からである。
ヤプール人
モデルは『ウルトラマンA』に登場する敵勢力「異次元人 ヤプール人」であり、第23話「逆転! ゾフィ只今参上」に登場した集合体「異次元超人 巨大ヤプール」が外見上のモチーフ。第2話で顔見せして第6話「本物のあ・く・ま☆」（第1巻）で本格登場している。一人称は「オレ様」。
巨大ヤプールの三日月型の鎌を用いて切断技を得意としている。切断技の応用で料理も得意としている。『ウルトラマンA』第23話「逆転! ゾフィ只今参上」と第24話「見よ! 真夜中の大変身」に登場した「ヤプール老人」の「信じなさい」を口癖としている。不思議ゾーンにビルを持ち歯医者（『ウルトラマンA』第48話「ベロクロンの復讐」に登場した「異次元人 女ヤプール」の設定）を営んでいる。
時々殺意立った雰囲気を漂わせることがあり、メフィラス星人からは苦手意識を抱かれている。メフィラス星人から侵略メンバーとして勧誘を受けた際には「エースの打倒だけが目的で、他のウルトラ兄弟には興味はない」と断る。「ウルトラマンエース＝北斗星司」に憎悪と好意を抱いていることが判明している。超獣製造器にもウルトラマンエースへの執着が反映されて、超獣を作ろうとしてもウルトラマンエースにそっくりな人形が出来てしまう。
バキシムとエースキラーを連れて、ウルトラマンエースを倒すべく地球を訪れている。那須川にあるウルトラマンのモニュメントや『ウルトラマンフェスティバル』を観光していた。
ゼットン
モデルは『ウルトラマン』第39話「さらばウルトラマン」に登場した「宇宙恐竜 ゼットン」。第9話で後ろ姿のみ登場していたが、第12話（第1巻）で本格登場している。
目的など一緒不明の謎めいた少女で本作のキーパーソン。校長から直接命令を受けて行動しており、能力を使って怪獣墓場にやってきたばかりの怪獣と宇宙人を怪獣墓場学園へと誘導している。シリアスな性格。
学校に通っている様子は無く、怪獣墓場霊園でほとんど待機か昼寝をしている。怪獣墓場学園最初の1人らしい。
無口で感情表現も貧しく、空気が読めず言葉による意志疎通に難がある。殺気立っており、戦闘の際には何のためらいもなく、冷酷な攻撃を行う。怪獣墓場における自分の使命を強く自覚しており、校長に対してのみ敬語で接している。霊園の秘密を探っていたテンペラー星人を倒して、続いてメフィラス星人をも撃退している。
バルタン星人とは因縁があり、擬人化して怪獣墓場にやって来たバルタン星人が半溶解種であったため、誘導に失敗して取り逃がしてしまい、侵略のために再来したバルタン星人と再会を果たす。怪獣墓場の墓守としての使命感を抱いてバルタン星人と試合を行い、ルール無用の猛攻を受けるも反撃して勝利している。
学園の秘密を探るメフィラス星人を気絶させて記憶を消している。最終章ではメフィラス星人らと共に地球へキングジョーを倒しに赴く。
その正体はかつてウルトラマンを殺害したゼットンと、ゼットンに殺害された孤児の少女・沙織の魂が融合した存在。初代ウルトラマンが両者の命を救いたいと考えたことが怪獣墓場学園誕生のきっかけになった。
校長に恋心を抱いており、復活した校長にカラータイマーを手渡した際に劇中初めての笑顔を見せた。
原点同様に一兆度の火球を胸部分から放出して、テレポーテーション、バリヤー、光線を吸収して打ち返す能力の他に、「ピポポポポポポ」という音で相手を洗脳したり、手のひらから波状の光線を放つことができる。
バキシム
モデルは『ウルトラマンA』第3話「燃えろ! 超獣地獄」に登場した「一角超獣 バキシム」。初登場は第21話「萌えろ☆超獣地獄」（第2巻）。
ヤプール人に生み出された超獣で、怪獣墓場に来てからも小間使いのように従っている。空間を割って登場する能力を持つことで、普通に部屋に入るときにさえ窓ガラスを割りまくるという悪癖になっている。細かいことは気にしない大ざっぱな性格。
イモムシをベースに作られた超獣で、ヤプール人からは「イモムシ界の出世頭だぞ」と褒められるも、本人はもっとかっこいい素材がよかったとショックを受けていた。
イカルス星人
モデルは『ウルトラセブン』第10話「怪しい隣人」に登場した「異次元宇宙人 イカルス星人」。語尾に「イカ」をつけて喋ることがある。第32話で顔見せして第33話「怪しいり・ん・じ・ん☆」（第2巻）で本格登場している。
メフィラス星人たちが間借りすることになったアパートの隣家の住人。表札は「伊刈」。元々は怪獣墓場学園の生徒だったが、密かに学園から脱走して地球に侵入して異次元からの地球侵略を企てていた。
原典同様に四次元コントロールマシンを使って都心部で、破壊活動を行い東京タワーを破壊したが、基地に乗り込んだメフィラス星人とレッドキングの妨害を受けて計画を台無しにさせられる。逆上から巨大化してメフィラス星人たちを踏み潰そうとしたが、巨大化したメフィラス星人に妨害され乱戦となり、放ったアロー光線を自分自身で浴びることとなり敗北している。
彼女らの「アイドルで地球人の心を奪う」という侵略方針を「侵略ごっこ」と否定して逃走している。それからは隣家に住みながら彼女たちの隙をうかがい、ついに一世一代のデビューステージでエレキングを操り巨大化暴走させる。ダークネスブラックのチームワークに最終的には負けるも、アイドル計画を頓挫させることには成功している。
メトロン星人から対話という名の脅迫を受けてダークネスブラックの帰還用に自分の宇宙船を貸し出す羽目になる。帰ってきた宇宙船に乗り込んでいたゴモラと同居することになる。ゴモラと共に万博記念公園を訪れて、ひかりの塔（太陽の塔がモデル）にある生命の樹を目にして、「懐かしい何か」を感じとっていた。侵略をあきらめておらず、神戸港からキングジョーを蘇らせる。
ゴモラ
モデルは『ウルトラマン』の第26話「怪獣殿下（前編）」と第27話「怪獣殿下（後編）」に登場した「古代怪獣 ゴモラ」。第31話（第2巻）で怪獣墓場にやって来たがゼットンに校長室へ連れて行かれて、第40話「城ガールときずなの尾」（第3巻）で再登場している。
コテコテの大阪弁の口調が特徴。切り替えが早く押しが強い性格でゼットン、ジャミラ、イカルス星人など誰に対しても物おじせずに話しかける。城好きで城を破壊するのはもっと好き。尻尾は自切と再生が可能で「珍味」と焼いてご馳走にふるまう。
ジャミラと親しくなり、地球への帰還を切望する彼女の手助けをすることになる。怪獣デュエルの褒賞で地球行きが決まったジャミラと一緒にイカルスの宇宙船で地球に向かうが、道中のミスでジャミラが怪獣墓場に戻ってしまったため、1人で地球に到着している。
地球ではイカルス星人の家に押しかけて同居している。イカルス星人と共に万博記念公園を訪れてゴモラの剥製を観光している。
バルタン星人
モデルは『ウルトラマン』第2話「侵略者を撃て」に登場した「宇宙忍者 バルタン星人」。第48話で顔見せして第49話「侵略者?を撃って!」（第3巻）で本格登場している。
普段は冷静で時代がかった口調の魂（初代バルタン星人）が表に出ているが、穏健派や歴代バルタン星人を多重人格として持っている。
怪獣墓場に初めて現れた際に半溶解種だったことでゼットンからの洗脳を免れて、そのまま怪獣墓場を後にしていた。宇宙船6隻に40億6千万の同胞を引き連れ怪獣墓場に降り立ち侵略を宣言している。
校長の提案で3対3の怪獣デュエルに臨むこととなり、3回戦で因縁のゼットンと対戦して劣勢に陥ると『ウルトラマンマックス』第33話「ようこそ!地球へ 前編 バルタン星の科学」と第34話「ようこそ!地球へ 後編 さらば! バルタン星人」 に登場した「超科学星人 ダークバルタン」の魂に入れ替わり、ルール無用の猛攻を加えるも攻撃を跳ね返されて敗北している。
同胞をバクテリアサイズで金魚鉢の中に入れるという形で移住が認められたため、新たに発見した80億1万2千の同胞の元へ旅立った。
地球でメフィラス星人が配下としていたバルタン星人三代目はメフィラス星人が独断で流したハッタリ映像であり、そのことを振られかけると「メフィラスの手下になった覚えなどない」とバッサリ否定していた。
原点同様に分身、ハサミからの破壊光線、光波バリヤーなどの能力が使用できる。アリと同じ多数の個体からなる組織生命体のため生命という概念が理解できず、複数の魂が入れ替わり代表者が行動している。
スノーゴン
モデルは『帰ってきたウルトラマン』第40話「まぼろしの雪女」に登場した「雪女怪獣 スノーゴン」。第48話（第3巻）でバルタン星人の隣におり、第49話でバルタン星人、サラマンドラと共に本格登場している。
バルタン星人の部下になっており、サラマンドラとは対抗意識からケンカばかりしている。宇宙船の操縦を担当していたが、着陸に失敗して校舎に衝突させてしまった。
怪獣墓場をかけた怪獣デュエルでは2番手で出場して華麗な勝利を予告するも、逃げ回るジャミラにペースを乱されて、サラマンドラに兆発されたこともあって、冷酷に変貌して勝負を決めるためにジャミラにとっては凶器となる「水」を使用するも、地球行きの許可で奮起したジャミラに火球を浴びせられて敗北している。
バルタン星人が旅立つ際には怪獣墓場学園に残された。その後、テンペラー星人の部下になる。
原点同様に口や両手から出す「冷凍ガス」で吹雪を起こす。
サラマンドラ
モデルは『ウルトラマン80』第13話「必殺! フォーメーション・ヤマト」に登場した「再生怪獣 サラマンドラ」。第49話（第3巻）でバルタン星人、スノーゴンと共に登場している。
鼻から出す1300℃の火炎が武器で、高い再生能力を持っている。バルタン星人の部下になっており、スノーゴンとは対抗意識からケンカばかりしている。バルタン宇宙船から怪獣墓場学園に伝令に遣わされたが、宇宙語がヘタなため意図を伝えることに失敗している。
怪獣墓場をかけた怪獣デュエルでは1番手で出場している。メフィラス星人を相手に2回大ダメージを受けたが再生して立ち上がる。なおも生前からの弱点である「のど」を狙って攻撃されるも、あらかじめ固い首輪で防御するという対策をしており、反撃にメフィラス星人の弱点の腹部に強烈な蹴りを浴びせて勝利している。
バルタン星人が旅立つ際には怪獣墓場学園に残された。その後、テンペラーの部下になっている。
ケムール人
モデルは『ウルトラQ』第19話「2020年の挑戦」に登場した「誘拐怪人 ケムール人」。初登場は第62話「2020年のちょ・う・せ・ん」（第4巻）。
怪獣墓場学園に来たばかりのころに生徒数名を消失させてしまったため、危険人物として昔ゾーンの自宅で勉強することになった。時折学園に忍び込んでは、擬人化怪獣たちの絡みをこっそり観察しては百合妄想を蓄えて新作小説の構想を練っている。
地球でメフィラス星人が配下としていたケムール人二代目はハッタリ映像だったため、メフィラス星人から「かつて主従だった」と口裏を合わせて欲しいと言われて、独自の腐女子思考で承諾している。その後、学園に復帰している。
GLやTLにもどっぷりハマった雑食系の重度の腐女子。癖のあるヲタ口調と腐乙（ふおっ）という奇妙な笑い声があり、特徴的な走り方をする。興奮すると頭部の触角からゼリー状の「消去エネルギー源」を噴射する。
宇宙船を手に入れてジャミラと共に地球に向かうが、宇宙船が墜落して他の星に行ってしまう。
ピグモン
モデルは『ウルトラマン』第8話「怪獣無法地帯」と第37話「小さな英雄」に登場した「友好珍獣 ピグモン」。初登場は第71話「怪獣む・ほ・う地帯」（第5巻）。
容姿端麗の美少女。レッドキングとは生前から因縁があり、怪獣墓場に来てからは気にかけられているも、近づかれただけで死ぬ。他にもちょっとしたことですぐ死ぬ。メンタルが曇るとすぐ死にたいとつぶやくが、その本心は構って欲しい乙女心なのでめんどくさい。
ツインテール
モデルは『帰ってきたウルトラマン』第5話「二大怪獣東京を襲撃」と第6話「決戦! 怪獣対マット」に登場した「古代怪獣 ツインテール」。初登場は第73話「二大怪獣学園を襲撃」（第5巻）。
気弱なですます口調で喋る。ダークネスブラックが地球侵略で不在中に怪獣墓場学園に来ていたらしいが、暗すぎてずっと気づかれていなかった。グドン犬に襲われていたところをメフィラス星人、エレキング、ピグモンに発見されて友人となる。笑顔になるとツインテール美少女ということもあり映える。エビの味がするらしく、グドン犬のみならずガッツ鳥にも狙われている。
エースキラー
モデルは『ウルトラマンA』第14話「銀河に散った5つの星」に登場した「異次元超人 エースキラー」。初登場は第75話「銀河に散ったエースの星」（第5巻）。
ヤプール人が作ったカンオケ型の超獣製造機γから出現している。原料にイモムシは使われず、ヤプール人のウルトラマンエースを憎む心の具現化である。殺意の塊で語彙も乏しく話が通じない。
ヤプール人、バキシムと共に地球を訪れるも独り歩きを始めて、「Aの文字」、「大宮にある鉄道博物館で展示されていた北斗星」、「須賀川にあるウルトラマンエースのモニュメント」など、とにかくウルトラマンエースらしき反応を見つけては反射的に攻撃している。
ジェロニモン
モデルは『ウルトラマン』第37話「小さな英雄」に登場した「怪獣酋長 ジェロニモン」。初登場は第93話「case.エリ」（第6巻）。
一人称と語尾が「うが」で、漢字無の口調で喋る。異次元空間の研究所で擬人化怪獣を作っている。
原点同様に蘇生能力が擬人化計画に応用されており、擬人化怪獣たちの「おかあさん」を自称している。
ベムスター
モデルは『帰ってきたウルトラマン』第18話「ウルトラセブン参上!」に登場した「宇宙大怪獣 ベムスター」。初登場は第95話「取り戻すい・の・ち」（第6巻）。
生まれたての擬人化怪獣。自分が死んだことすら理解しておらず、イヤイヤ期の幼女の性格が強く出ており、帰らせろと暴れだす。レッドキングに抱き止められて落ち着いて眠りにつく。
キングジョー
モデルは『ウルトラセブン』の第14話「ウルトラ警備隊西へ（前編）」と第15話「ウルトラ警備隊西へ（後編）」に登場した「宇宙ロボット キングジョー」。第99話「世界の終わりが始まる日」（第6巻）で顔見せする。
最強最悪の擬人化怪獣で心を持たない。戦闘力は突出して強く、単独でどの擬人化怪獣をも上回る。ペダニウム装甲で防御して全身の武装と怪力で攻撃する。
とっくに滅んだペダン星人侵略部隊の旧コマンドに忠実に則り、地球の各都市を破壊するためだけに行動している。

##### 怪獣墓場関係者
校長
怪獣墓場学園の校長。ウルトラマンが地球に飛来した時の赤い火の玉のような外見をしている。初登場は1話（第1巻）。
メフィラス星人の発言をおちょくったりとお茶目な一面がある。校則違反には厳しく、地球侵略を厳禁としている。
裏ではきな臭く、ゼットンを配下に置き、怪獣たちを集めて何かしらの計画を企んでいる。そのためなら邪魔者は制裁しても良いとゼットンに命令している。
バルタン星人の侵略に際しては怪獣デュエルによる代表者同士の試合で解決することを提案している。
終盤、その正体はゼットンとの戦いで死亡したウルトラマンであり、怪獣被害で亡くなった少女たちと自らが倒した怪獣たちを供養するために怪獣墓場学園を作ったことが明らかになる。
メフィラス星人二代目
モデルは『ウルトラマンタロウ』第27話「出た! メフィラス星人だ!」に登場した「悪質宇宙人 メフィラス星人二代目」。
第63話（第4巻）で実は初代より、先に怪獣墓場に来ていたが、ケムール人の能力でどこかへと消されていたことが判明している。真相を知った初代からもなかったこと扱いにされて、いまだに行方不明状態になっている。
言及されているシーンでは生前の怪獣姿で描かれており、登場シーンでは作劇上の「黒いシルエット」になった。
モチロン
モデルは『ウルトラマンタロウ』第39話「ウルトラ父子餅つき大作戦!」に登場した「うす怪獣 モチロン」。
擬人化されておらずシルエットのみの登場。給食担当で生徒か職員かは不明。女性的な口調で話す。給食はモチばかりである。
ダークネスブラックの協力者で彼女たちが、地球侵略へ向かった際には学園の情報をリークする大役を任されており、隠蔽工作の限界が来たことを連絡している。
主役の特別編（第6巻）があり、『ウルトラマンタロウ』に登場した怪獣だが『ウルトラマンA』に登場した南夕子とは縁があることで、ヤプール人から言及されている。
エース超獣
初登場は第21話（第2巻）。ヤプール人の超獣製造機βによってイモムシから産み出された超獣。ヤプール人のウルトラマンエースへの愛憎が反映されたことで、何匹作ってもウルトラマンエースそっくりの造形で出来上がってしまった。
エースロボット
モデルは『ウルトラマンA』第14話「銀河に散った5つの星」に登場した「超人ロボット エースロボット」。第75話（第5巻）でヤプール人がエースキラーの実力を試す実験台として登場している。
シルエット怪獣たち
黒い怪獣シルエットで登場する怪獣墓場学園の脇役生徒達。設定上は擬人化されて怪女子になっているが、怪獣のシルエットで描かれている。
作中での理由付けは怪女子であるが、校則を破った罰で校長によって影に変えられたというためである。作劇上では擬人化イラストの無い怪獣を登場させるためである。

##### 生物
ガッツ鳥
モデルは『ウルトラセブン』の第39話「セブン暗殺計画（前編）」と第40話「セブン暗殺計画（後編）」に登場した「分身宇宙人 ガッツ星人」。初登場は第4話「メフィラスあんさつ計画」（第1巻）。
ガッツ星に生息している鳥類。怪獣墓場学園で飼育されており、メフィラス星人が飼育を担当している。本来は食用でから揚げなどに調理されている。
ウルトラ兄弟分析部の部員1人枠としてカウントされている。
「いかなる戦いにも負けたことのない」ガッツ星人と同等の能力も持ち、優れた分析能力で女生徒のスリーサイズを測定している。他にもほぼ無制限の分身能力、メフィラス星人でも抜け出せないガッツ十字架を作ってはりつけにする能力を持っている。
メフィラス星人はかわいらしい見た目やもふもふの触り心地から初見で虜になった。ギャグ的によく死ぬが全滅する様子はなく、間を置いてはひょっこり再登場している。
モルフォ蝶
モデルは『ウルトラQ』に登場した巨大蝶。
怪獣墓場の天然記念物。
グドン犬
モデルは『帰ってきたウルトラマン』第5話「二大怪獣東京を襲撃」と第6話「決戦! 怪獣対マット」に登場した「地底怪獣 グドン」。初登場は第73話（第5巻）。
怪獣墓場の山奥にいる危険な野犬で、ツインテールをエサと狙って学園敷地内に群れで現れるようになった。グドンが犬になったようなトゲトゲした容貌をしている。天敵はガッツ鳥。
ギマイラ蚊
モデルは『ウルトラマン80』第18話「魔の怪獣島へ飛べ!!（後編）」に登場した「吸血怪獣 ギマイラ」。
怪獣墓場の自然ゾーンに生息している巨大なヤブ蚊。
ギエロン鳥
モデルは『ウルトラセブン』第26話「超兵器R1号」に登場した「再生怪獣 ギエロン星獣」。
シャール星座に生息している巨大鳥。ギエロン星の生物だが星の爆発で隣星へと避難移住している。

##### その他（feat.POP Comic code）
シーボーズ
モデルは『ウルトラマン』第35話「怪獣墓場」に登場した「亡霊怪獣 シーボーズ」。
擬人化されておらずロケットを抱き枕にして怪獣墓場上空の宇宙空間を漂っている。
4番目のカプセル怪獣
数センチの小さなカプセルの中に怪獣が入っており、カプセルを投げると怪獣が姿を現す。イカルス星人の切り札。
かつてモロボシ・ダン（ウルトラセブン）が使用していたが四次元空間内だったため、不発だったカプセルをイカルス星人に回収された。その中身はイカルス星人も知らない。その後、ゴドラ星人にカプセルを奪い取られた。

##### 地球の関係者
ウルトラマン
メフィラスちゃんと対をなす重要人物。かつて地球を怪獣や侵略者から守ったヒーロー。地球人としては科学特捜隊のハヤタ隊員となっていた。彼とメフィラス星人の対話、戦闘シーンが回想の形で頻出している。
バルタン星人、バルタン星人二代目、レッドキング、レッドキング二代目、ゴモラ、アントラー、ベムラー、ジェロニモン、ジャミラを倒して、メフィラス星人と引き分け、バルタン星人三代目、ケムール人二代目、ピグモンとは戦わず、シーボーズを怪獣墓場へと送り返して、ゼットンに敗れた。客演でエースキラーやテンペラー星人とも縁がある。
森次晃嗣
『ウルトラセブン』で主人公のモロボシ・ダンを演じた俳優。江の島でカフェレストラン「JOLI CHAPEAU」を経営している。初登場は第29話（第2巻）。
店を訪れたテンペラー達のマナーの悪さを見かねて厳しく注意したが、帰り際には彼女たちに優しく道理を説いた。彼女たちが異星人であることを承知していたような発言をしている。その後、メンバーのウルトラセブンに登場した怪獣と宇宙人で唯一、店に飾っていなかったゴドラ星人のフィギュアを購入してメトロン星人とエレキングの隣に並べている。
このとき店を訪れたメンバーはテンペラー星人、メトロン星人、アントラー、ゴドラ。これにエレキングを加えた5種の怪獣とウルトラセブンは戦ったことがある（直接対決ではない変則パターンも含む）。
単行本1巻帯の推薦文は森次晃嗣によるものである。
銀河アイドルULTRA78（ぎんがアイドルウルトラセブンティエイト）
秋葉原で大人気のアイドルグループ。作中で披露していた曲は「君にあうために」（『ウルトラマンギンガS』第12話のサブタイトルと同じ）。メンバーは流星マークをはじめとする歴代防衛チームのエンブレムを象ったヘアピンを付けている。
メトロン星人がイチオシと語っている通り、ライブ会場は超満員でファンが着ているTシャツの背中には「ゼットンは倒した」という一文が書かれている(歴代のウルトラ戦士や防衛チームとの関係は不明)。
日高凛子
第15話冒頭など第1巻から断片的に暗示されていたが、第65話「ふたり」（第4巻）で本格登場している。第78話「case.凛子」（第5巻）では主役になる。
望月エリと仲が良く「りんちゃん」と呼ばれているようである。
メフィラス星人の夢の中に出てきた少女。擬人化したメフィラス星人そっくりの幼い容姿をしている。メフィラス星人と共通点が多い。
チロルという小鳥を飼っていたが、マンションの崩壊に巻き込まれて離ればなれになってしまう。かろうじてチロルを助ける事には成功したが、バルタン星人(3代目）の幻影に遭遇。その直後死亡したことが示唆されている。
80話「光遠きダイアローグ」でメフィラス星人と対話し、両者の魂が融合している事が明かされた。
棟梁
初登場は第32話（第2巻）。東京で建設業を営む老人。本名は不明。かつて北川町でメトロン星人のアパートを建てた人物で、そのことから宇宙人慣れしている。田町で妻と飼い犬のマリと暮らしている。
趣味の釣りで富士山を訪れた際に、野生化したレッドキングに遭遇して宇宙人だと分かった上で保護し職を与えた。その後、彼女を探して地球にやってきたダークネスブラックのことも受け入れて、彼女たちに月々1万円の家賃で生活拠点となる部屋を貸していた。娘は怪獣による被害のために幼くして死亡しているが、怪獣たちとの相互理解が出来ないせいでしかないと考えているために悪感情はなく、いつの日かわかり合える日が来ることを願っている。
実は擬人化レッドキングを一目見た瞬間に彼女が麻里子の生まれ変わりだと気づいていた模様。
望月エリ
初登場は第65話「ふたり」（第4巻）。りんが通う学校に転校してきた少女。擬人化したエレキングそっくりの幼い容姿をしている。
写真家の娘。親の転勤が多いため、何度も転校を重ねている。
第93話「case.エリ」（第6巻）の主役で「湖のひみつ」のサブエピソードにあたる。彼女は「怪彗星ツイフォン」、「禁じられた言葉」、「湖のひみつ」の3エピソードに関わっている。
エレキングが湖から現れた際の濁流にのみ込まれ溺死した。
麻里子
大工の娘。第92話「case.麻里子」（第6巻）の主役で「怪彗星ツイフォン」のサブエピソードにあたる。擬人化したレッドキングに似た容姿を持つ。
日本アルプスへ旅行に訪れた際、エリと出会うがその直後レッドキング出現時の被害に巻き込まれ死亡した。

#### 用語（feat.POP Comic code）
怪獣墓場
ウルトラ兄弟たちに倒された怪獣や宇宙人の魂が来る場所だが、それと同時に女子高生になる。メフィラス星人、モチロン、アギラなど死亡していない怪獣や宇宙人でも来ている。怪獣墓場学園を中心に、東北西南に未来ゾーン、昔ゾーン、自然ゾーン、不思議ゾーンの4つのエリアが存在する。エリアの外がどうなっているかは誰も知らない。
怪獣墓場学園
怪獣墓場の中心に建っている女子高校。怪獣と宇宙人が少女姿になって学生生活を送っている。生徒たちは基本的に人間サイズで生活している。擬人化怪獣の体の「服に見える部分」は服ではないらしく、入浴時にも脱がない。怪獣の原型パーツを隠す効果のある指定制服も存在するが、地球への遠足などあえて隠す必要がある場合以外では着用することはない。
大部分の生徒は侵略や破壊活動には興味がなく、殺されたトラウマから現在のような穏やかな生活が気に入っている者が多い。侵略の意思を持つ不良は「半溶解種」と呼ばれているらしいが詳細は不明。
高校ではあるが校長以外の教員の姿がなく（モチロンさんの肩書は不明）、授業より自習時間が長かったり、代返やガッツ鳥を用いた人数水増しにも確認を行わないなど、いい加減な点が多い。
生徒が生活するための立派な寮がある。生徒たちの生前の様子を記録した映像を見ることができる資料室があるなど、環境面ではかなり恵まれている。校長は侵略を厳禁としているが抜け穴も多い。
校則を破ると罰則により、「一定期間影の状態にされる」。擬人化されていない怪獣がシルエットの姿で登場しているのは、このためである。
怪獣ランド
未来ゾーンにある遊園地。
怪獣墓場霊園
昔ゾーン内にある霊園。怪獣墓場の中に墓場がある。ウルトラマンに倒されて死亡した怪獣は少女の姿になって、この場所に召喚されてくる。
正確には異次元の研究所でジェロニモンが、擬人化怪獣を作って霊園に送っている。霊園に現れたところをゼットンが催眠をかけて学園の校長室に連れていく。ゼットンの催眠によって研究所と霊園の記憶が消されている。
怪獣デュエル
個人または団体による己の力量のみを用いた決闘で、怪獣同士が衝突した場合の解決策として利用されている。相手を殺害するのは厳禁。10カウント中にダウンから立ち上がれなかった場合やリングアウトして10カウントで戻れなかった場合が敗北条件。対戦相手や順番はオーブカリバーに似たルーレットで自動的に決められる。
ウルトラ兄弟分析部
打倒ウルトラ兄弟のために立てられた部活動。部員はメフィラス星人（討伐部長）、テンペラー星人（必殺部長）、エレキング、レッドキング、ガッツ鳥。部活動には5人以上必要というルールをなんとか満たすべく、ガッツ鳥を1人枠としてカウントしている。メフィラス星人たちの目的が打倒ウルトラ兄弟からアイドル侵略にシフトしてからは主な活動は行っていない。
ダークネスブラック
エレキングの育ての親であるピット星人の「地球の男性はかわいい女の子に弱い」という発言から着想を得て、メフィラス星人が結成したアイドルグループ。グループ名はメフィラス星人がとっさにつけたものである。元ネタは『ウルトラゼロファイト』に登場するダークネスファイブ。
ウルトラ兄弟分析部を継承しており、メンバーはメフィラス星人、エレキング、メトロン星人、レッドキング、テンペラー星人、アントラー、ゴドラ星人。メフィラス星人とテンペラー星人が影で暗躍する侵略実行部隊兼プロデューサーで、残りの5名が地球人の心を掌握するためのアイドル部隊。中でも参謀役としてのメトロン星人の影響度が大きい。実はジャミラもアイドル候補メンバーなのだが、地球行きに失敗して幽霊状態。
地球で3ヶ月ほどかけて徐々に知名度を上げていたが、イカルス星人の策略によって乾坤一擲の大舞台で失敗して地球人から武力を用いる侵略者ではないかと、疑われ厳しく追及されることになる。学園協力者であるモチロンから隠蔽に限界が来たと報告を受けたことで、地球から一時撤退することになる。
チームバーベキュー
テンペラー軍団。メンバーはテンペラー星人、アントラー、サラマンドラ、スノーゴン。アイドル侵略の失敗により、メフィラス星人は丸くなってしまったということで、テンペラー星人が独自に侵略を行うべく結成。結成祝いにバーベキューが行われた（第6巻の第86話）。元ネタはテンペラー星人が登場した『ウルトラマンタロウ』第33話「ウルトラの国 大爆発5秒前!」ハヤタ（ウルトラマン）、モロボシ・ダン（ウルトラセブン）、郷秀樹（ウルトラマンジャック）、北斗星司（ウルトラマンエース）、東光太郎（ウルトラマンタロウ）がバーベキューをするというエピソードをパロディしている。
地球
メフィラス星人たちは遠足と侵略で2度訪れている。舞台は現代の日本で、江の島にある森次晃嗣が経営しているカフェレストラン「JOLI CHAPEAU」（第28話と第29話）や川崎にある怪獣酒場（第42話）など、現実のロケ地が登場している。メフィラス星人たちの怪獣墓場帰還後は、ゴモラやヤプール人が訪れている。
日本万国博覧会
大阪万博（英語表記は「EXPO'70」）。日高凛子のエピソード時代の設定は、この直前である。ゴモラの剥製が展示されていた。本作品連載中に、2025年に再び大阪で万博が開催されることが決定された。

## KADOKAWA版『ウルトラ怪獣擬人化計画』
複数のイラストレーターが怪獣と宇宙人を擬人化してKADOKAWAの主導でとりまとめるスタイルで展開されている。『電光超人グリッドマン』（パギラ、シノビラ―）と『SSSS.GRIDMAN』（グールギラス、デバダダン、ゴングリー、バジャック）に登場する怪獣と宇宙人も擬人化されている。

### 擬人化された怪獣と宇宙人（KADOKAWA版）
| ペギラ ドドンゴ 異次元列車 メフィラス星人 ダダ ゼットン星人 ゼットン ゴモラ レッドキング ベムラー スカイドン シーボーズ ウー ジャミラ ブルトン | ピグモン ガッツ星人 メトロン星人 ゴドラ星人 ペガッサ星人 エレキング 恐竜戦車 キングジョー クレージーゴン ウインダム ミクラス アギラ ナックル星人 ブラックキング ベムスター | バリケーン ツインテール ビルガモ ヒッポリト星人 バキシム スフィンクス エースキラー テンペラー星人 バードン ライブキング モットクレロン ミニトータス マグマ星人 ブラック指令 シルバーブルーメ | ノーバ ローラン ガルタン大王 ノイズラー ホー ザンドリアス メカギラス コダラー シラリー キリエロイド ギランボ ゴルザ ガーディー ガタノゾーア デバン | レイキュバス モゲドン ガラオン マリキュラ ダイオリウス ブリッツブロッツ サタンビゾー パズズ カイザードビシ ルクーリオン ミズノエノリュウ ハネジロー ガーゴルゴン マガバッサー マガジャッパ | メフィラス星人二代目 改造ベムスター マザーザンドリアス パワードバルタン星人 パワードゼットン キングジョーII メカゴモラ スカルゴモラ バギラ シノビラー グールギラス デバダダン ゴングリー バジャック |

### ウルトラ怪獣擬人化計画 ギャラクシー☆デイズ
爆天童によるコミカライズ。『電撃G's magazine』の2014年7月号で連載が開始された。円谷学園を舞台に主人公を務めるゴモラとベムスターを中心に繰り広げる日常コメディとなっている。

#### 登場人物（ギャラクシー☆デイズ）

##### 円谷学園関係者

###### 怪獣図鑑制作部
ゴモラ
主人公の1人。一人称は「ボク」で、語尾に「ゴモ」をつけて喋り、寝ているときは「ごもぉ」という特徴的な鼾をかく。ベムスターからは「ゴモ」と呼ばれている。好きなものは城。小柄で好奇心旺盛かつ天真爛漫な明るい性格だが勉強が苦手で漢字にも弱く、「円谷学園」を「えんや学園」と読み間違えたり、マイペースで少々天然ボケなところがある。自分の間違いを認めたがらない頑固な一面も持っている。
食い意地の張っているというほどではないが、食べることが好きなようでバードンの肉の匂いに誘導されたり、立腹することがあってもチョコレート1つで許したりしていた。早起きも苦手としており、眠ったままベムスターに肩車されて登校していることが多い。
ベムスターと2人で同居しており、基本的に移動は徒歩かベムスターの肩車で行っているが、地中を掘削することも可能。
ベムスター
主人公の1人。ゴモラからは「ベム」と呼ばれている。ペガッサ星人のことを「ペガちゃん先輩」と呼んでいる。長身でクールビューティかつ真面目な性格。男勝りな口調で先輩に対しては丁寧な口調で喋る。嬉しさや責任などを感じて泣き出したりと、泣きやすい一面もある。
ゴモラとは幼なじみで親友だが、ゴモラの寝顔をスマホで撮るなど、ゴモラが可愛らしい格好などになったときは顔を赤くして鼻血を出すなど、恋愛感情があるような素振りが多く見られて、ゴモラに対しては激甘な態度が多い。
よく寝坊しているゴモラを肩車することが多く、ゼットンからは首が頑丈と感心されている。
原典同様に腹の口（吸引アトラクタースパウト）でも食べることができて口内炎にもなるらしいが、腹の口から食べた物の味覚はは感じられないらしく、「食べた気がしない」らしい。ガスが大好物で硫黄を吸収して「たまらない味わい」と評している。
ペガッサ星人
ゴモラとベムスターの先輩で、怪獣図鑑制作部の部長。小柄で自分の体型にコンプレックスを抱いている。常識人で誰に対しても丁寧な口調で喋る。
気弱だが真面目なしっかり者で、ストーカー行為をするガッツ星人に制裁を加えるなど、徐々に部長らしい行動が見られるようになる。実は先輩と呼ばることに憧れている。カップ焼きそばを食べたことがないため、強い興味を持っている。
原典同様にダークゾーンを作り出して、そこに身を潜めることができて幼少期から何かと恥ずかしいことがあると、ダークゾーンに隠れていたらしいが、幼稚園でガッツ星人に入られた際に身の危険を感じて、それ以降あまり使わなくなった。
ガッツ星人にいじられてばかりで本人は、そのことを辟易しているようだが、ガッツ星人が自分以外にかまう相手がいるとヤキモチを妬くこともある。ガッツ星人の如何わしい写真に苦言を呈しておきながら、いざ自分が写真を撮ってみるとガッツ星人と似たような嗜好の写真ばかりを、撮ってしまったことを指摘されて猛省するなど結局は似た者同士である。
ガッツ星人
怪獣図鑑制作部の写真担当。ペガッサ星人とは幼稚園からの友人で、ペガッサ星人のことを「ペガちゃん」と呼んでいる。おっとりした性格だが、何を考えているかわからない掴み所のない腹黒い一面もある。
可愛い子が大好きらしく、それが高じて盗撮したりストーカーじみたこともあり、そのたびにペガッサ星人から制裁を喰らうことが多い。ただし、ゼットンだけは気配を察知され瞬間移動されるため、盗撮できないでいる。ペガッサ星人も盗撮される内の1人であり、ペガッサ星人をよくいじる。彼女の写真は赤面の顔、へそ、足など編りが凄まじく、ペガッサ星人には没にされてすべて没収されて廃棄された。
滅多に感情を荒らげるようなことはないが、上記のように自身の気にしていることになるとムキになって反論したり、ゴモラとビルガモから「（肉の）肌触りがプニプニ」と言われた際には、笑顔を浮かべたままゴモラとビルガモにお仕置きするなど、怒ると非常に恐い一面を持っている。
かなりの巨乳の持ち主でダイオリウス曰く「安産型」だが、おしりが大きいことや二の腕のことは気にしている。
ゼットン星人
怪獣図鑑制作部の部員の1人。ゼットンの姉。クールビューティーでセクシーな美人の外見と物言いの完璧超人だが、実際にはゼットンを溺愛するシスコンで、ゼットンの前ではダメな姉に加えて朝寝坊してドタバタしたりと私生活はグウタラで、小学生のような子供じみた一面もある。
ゼットンに煙たがられていることに気づかなかったりなど、どこかずれたところもある。ゼットンの全身がプリントされている抱き枕を使っており、「ゼットーン」という鼾をかく。
元が侵略者であるため、「侵略」という言葉を気に入っており、幼少時にゼットンに「大きくなったら私が侵略をしてみせるからな」と約束しているが、本人はだらしない性格であるため、一向にやる気を出さない。
バードン
怪獣図鑑制作部の部員の1人。食いしん坊で常に骨付き肉を頬張っており、食べながら喋ることが多いためよく注意されている。クリスマスにはいつも唐揚げ山盛りのケーキをメトロン屋で買っている。
「肉を食べなければ美人」と美少女と言える容姿だが、無口で感情表現が貧しい上に頭の中も食欲が閉めており、後輩のベムスターを「非常食」と称するなど行動も食に関するものが多い。
お腹が鳴る音を聞かれるのを恥ずかしがるなど、最低限のデリカシーを持ち合わせている模様で、ペガッサ星人をからかうなどのお茶目な一面もある。
相手に対しては丁寧口調で話すが、同い年や年下の者を呼ぶ際には呼び捨てにする。ゴモラとベムスターがバードンだとわからないくらい大量の防寒具を、着込むほどの相当な寒がりである。C87の怪獣図鑑でゴモラと共に表紙に飾られるが、普段と異なる表情とポーズだったため、ガッツ星人とゼットン星人に「詐欺だ」と言われてしまった。しかし、最近では豊満なボディを惜しげもなく披露したり、エースキラーに濃厚な接吻を繰り返して放心状態にしたり、徐々にアダルティーな面も見せるようになってきている。
最近では「肉食系怪獣SNS」に写真の投稿を始めたようだが、肉付きの良い女子生徒の写真を投稿したところ大評判となり、それに味を占めて女子生徒の写真を撮りまくるようになり、ゼットン星人から「ガッツ化が進んでいる」と言われてしまった。
嘴攻撃でペガッサ曰く「1万回も突く特訓をした末に獲得したという恐ろしく激しい技」というが、実際にやっているのはただのキスである。

###### クラスメイト
ゼットン
ゼットン星人の妹。ジト目が特徴で誰に対しても丁寧な口調で喋る。家ではゼットン星人と2人暮らしで、基本的に家事を担っている。半分以上のエピソードに登場しており、準レギュラーとしてのポジションを確立している。
感情表現が貧しく、割と辛口なことや余計な一言を平気で口にして場の空気を乱してしまったり、ゼットン星人による溺愛に対しては冷たいが（ただし、ゼットン星人は照れていると勘違いしている）、根の優しい性格で面倒見もいいしっかり者。
常識人だが自分の好きなことがあると盲目的になることがあり、ガマクジラのグッズを集めていたり、温泉旅行の際にゼットン星人や興味を持ったベムスターを無理矢理卓球に長時間付き合わせた。
ウインダムを本当の委員長と勘違いしていたりと天然な一面も見られて、DVDやBlu-rayが主流となっている現在においてもVHSを使って番組の録画をしているなどどこか時代遅れなところもあり、ビルガモを困惑させたこともある。
笑顔になることや写真を撮られるのは苦手であり、自分の部屋に1人だけいるときに笑顔の練習をしていた。1度だけ鏡の前でツインテール風にしてイメチェンしようとしたが、本人は気に入らなかったらしくすぐやめており、それを見たゼットン星人は彼女の拳骨を喰らって記憶を消されている。
原点同様にテレポーテーションやバリヤーが可能だが、普段から使う機会がないため、本人は使い方を忘れていた。一兆度火球を撃ち出すことは普通にできるようで、「試し打ち」による連続発射で一帯を焦土と化すほどのすさまじい威力であり、町の中心に生えていたジュランを根こそぎ焼失させた。
ウインダム
ゼットンとミクラスの友人。眼鏡かけた生真面目な生徒で、その堅物そうな雰囲気とライブキングが委員長と間違えたことから「委員長」というあだ名で呼ばれているが、本人は嫌がっている。その後、委員長ではないということがわかったベムスター、ゼットン、バキシムに「メガネ委員長」というあだ名をつけられて、第26話では「メガンチョ」、「メチョ」と呼ばれ始めていたが呼びにくいため、元の「ウインダム」という呼び方に戻った。
お堅い性格だからか笑うのが苦手らしく、ライブキングにせがまれて無理矢理笑顔を作った際には、それを見たライブキングは震えだし謝った。ぶっきらぼうな性格だがゼットンにガマクジラのグッズをプレゼントしたり、ベムスターの体調を心配したりと根は優しい。
バキシム
ヤプール超獣姉妹の1人。ザンドリアスの友人。ゴモラとベムスターのクラスメイトの1人。色々な生徒と親しくしているあたり、交友関係はかなり広い。ゼットン星人に憧れている模様で、彼女のことをカッコイイと思っている。
原典同様に次元をガラスのように突き破って異次元空間を移動することができる。
ライブキング
ウインダムの友人。目を回しているような特徴的な目つきをしており、常に笑い声を上げながら笑みを浮かべているが、本人は笑っているという自覚はない。ゼットンのバリアを「おいしそう」という理由で見せるようにせがんだりと、天然というよりどこかネジが外れたような壊れた性格で、何を考えているかわからない。
バードンなみに食い意地がはっており、カップ焼きそばの食べ方をよくわかっていないのにカップ焼きそばを食べようとしたり、カボチャのランタンを生で食べて、「ハロウィンって美味し」という珍言を残している。
クラスメイトのウインダムのことを「ウインダム」と呼んでいるが、実はウインダムが「委員長」と呼ばれる原因を作った張本人で本人はすっかり忘れていた。
メカギラス
ロボット怪獣であるが花粉症に悩まされており、対抗策として四次元空間を通って通学している。
原典同様にバリヤーを展開できたり、四次元空間を移動することができる。
デバン
ゼットンの友人。古風な口調で喋る。ゼットンがガマクジラ好きだと思い、彼女にガマクジラのグッズをプレゼントしている。
ミズノエノリュウ
スフィンクスの友人。本当のクラス委員長。丁寧な口調で喋る。しかし、ウインダムの方が委員長っぽく周囲もそう呼んでいることに戸惑っている。委員長としての威厳を取り戻すためにメトロン商店で「メチョ感のある眼鏡」を買い着用するが、イメチェン程度にしか思われてなかったのか、誰も相手にされなかった。
大地を司る守護神らしいが、「地底を守護する」ことを口実に半年近くも眠り続けたり、花粉症が蔓延していることを理由に地上に出るのを先延ばしにしたり、ぐうたらな一面もあり、尻尾の龍たちからもすっかり呆れられている。同じく地底で眠りにつきながら生活しているスフィンクスとは昔馴染みらしい。
ブリッツブロッツ
ガッツ星人が撮ったレアな写真にも登場している。
ガーディー
ギランボの友人。見栄っ張りなギランボをいつも暖かく見守る。友だち思いな優しい性格。
ペギラ
異次元列車

###### その他の生徒
メフィラス星人
頭脳派で知的な原典とは異なり、かなり天然な性格として描写されており、ゼットン星人を「自分のお金を飲み込んだ自動販売機で次に買いさらに当たりを出した」という理由で、一方的に逸材と判断してゼットンを通じて自身が率いているメフィラス軍団に引き入れようとした。
自分自身を紳士と称しており、腹立たしいことがあっても暴力を振るおうとはせず、冷静に気持ちを押さえ込んでいる。耳（メフィラスイヤー）を触られるのが苦手で、触られると力が抜けてしまう。
メフィラス軍団を率いているが、メンバーは彼女とメフィラス星人二代目しかいない。メフィラス軍団は実はメフィラス軍団部という部活動という名目で活動しており、当初はダダに1人3役をしてもらって部員5名を確保していたがそれがバレて廃部の危機となり、ゴモラ、ベムスター、安田くんを部員としてカウントするなどいろいろ画策したが、うまくいかず廃部となってしまった。その後、メフィラス軍団の再建に向けて活動を続けている。
趣味は自分の名前の入ったブランドを制作することでオリジナルアイテムを多数販売しているが、デザインセンスが破壊的であるためあまり売れていない。ただし、ゴモラはすごく気に入っている。
メフィラス星人二代目
メフィラス星人の妹で巨乳の持ち主。メフィラス星人のことを「初代」と呼び、メフィラス星人からは「二代目」と呼ばれている。丁寧口調で喋る。
姉と共にオリジナルアイテムを開発しており、「私のチェックは甘くない」と豪語する自信家だが、姉に負けず劣らずの破壊的なデザインセンスのため、何の役に立っていない。普段からマンダリン草を隠し持っており、姉のデザインしたTシャツを「微妙」といったザンドリアスにマンダリン草でこっそり毒を注入したりと、短気で腹黒い狡猾な性格の持ち主である。
原典同様にマンダリン草を仕込んだ自称「優秀なロボット怪獣」である自動販売機「安田くん」を作っており、部室に隠していた。
ダダ
コレクションを集めるのが趣味で、ギャンブラー気質がある。ベムスターから「ダダちゃん」と呼ばれている。
「標本おじさん」というカプセル入りフィギュアを集める女子生徒で、1日1回販売機を回すことで気長にフィギアをコンプリートしようとしていたが、コンプリートまであと2種類というところで、その2種類がなかなか出ず、最終的に有り金叩いて販売機を回し続けたもののカプセルがなくなり、結局コンプリートすることができなかった。
第2弾となる「標本かわいい女の子」はシークレット1種類を残しコンプリートしたがお金が無くなり、通りかかったゴモラとベムスターから、お金を借りようとするもあっさり断られた。
服に原典のダダの顔が描かれており、原典同様にAタイプ、Bタイプ、Cタイプに変化させることもできて、メフィラス軍団（部）の設立時には1人3役で協力している。
レッドキング
ガッツ星人の隠し撮り写真、雑誌本の表紙、モブキャラクターに登場している。クレイブゲートの出口と思われる場所で、キングジョーと共に襲撃してきた謎の敵の掃討に当たっていた。
スカイドン
寝ることが大好きで、質の高い眠りを実現するため、抱き心地のいい相手を探している。原典同様に1度寝たらなかなか起きない。
体型と体格は他の女子生徒と大差ないが、歩くたびに地響きが起て床にヒビが入る。原典同様に体重はかなり重く、抱き枕にされたザンドリアスは彼女が起きるまで身動きが取れなかった。
ジャミラとは一緒に食事をするなど仲がいいが、危機的状況にあるジャミラにたいして、「見てて面白い」という理由で助けなかったりと微秒に薄情な一面もある。
メトロン商店で色々な駄菓子を注文して少々食いしん坊な一面も見られる。
ジャミラ
スカイドンの友人。原典同様に水が弱点であるが、気の強い意地っ張りな性格であるため、ゴモラに対して「水なんか怖くない」と発言している。水をかけられると命にかかわる危険なレベルで熱湯もアウトだが、バケツ一杯分なら平気らしい。
皮膚は耐火性能が高く火には強いが、ゼットンの一兆度火球などの一兆度の火には耐えきれない。
ドライで不良のような外見と言動が多いが根は純粋。
ブルトン
ガッツ星人がどのように写真を撮っているかを説明する際に登場。「ブルブルーッ」という独特な鳴き声を発する。
シーボーズ
怪獣墓場にいる怪獣娘。怪獣墓場に来てしまったケンドロスを元の世界に帰した。
エレキング
湖に潜入して「闇と共に現れる」と言われる謎のUMAを捕獲しようとしていた女子生徒。手にした鞭状の武器で相手を締め上げることができて、その武器からは電気を流すこともできる。実はガタノゾーアが見た発光するUMAの正体である。
キングジョー
クレイブゲートの出口と思われる場所で、レッドキングと共に襲撃してきた謎の敵の掃討に当たっていた。一応、学園の生徒であるらしい。
第39話で登場した際はゴモラに「オオサカジョー（大阪城）」なるものについて説明している。これ以前にも第2話で怪獣図鑑に掲載されており、第18話ではガッツ星人に隠し撮りされた、へその写真が登場している。
ミクラス
ウインダムとアギラの友人。好奇心旺盛でUMAが現れたことを聞いて、ウインダムとアギラを引き連れてUMAを捕まえようとした。物覚えが悪く、UMAをUGMやMATと間違えたり、侵略という意味もわかっていなかった。
アギラ
ウインダムとミクラスの友人。天真爛漫で寡黙な性格だが、どちらかというと常識人でミクラスが言い間違いをするとすかさずツッコミを入れている。好奇心旺盛でUMAやメフィラス星人とスカイドンのやり取りに食い付いている。
ナックル星人
ブラックキングの友人。メトロン商店でブラックキングとウインドショップを楽しんでいた。ブラックキングのことが好きらしく、彼女からの頼みには滅法弱い。
ブラックキング
ナックル星人の友人。クールそうな外見と男勝りな口調だが、クリスマスに大はしゃぎするなど子供っぽい無邪気な性格。
ナックル星人に対して、恋愛感情を抱いている演写がある。
ベロクロン
ヤプール超獣姉妹の1人。お尻が大きく壁の穴にはまってしまい散々な目に遭う。
スフィンクス
ヤプール超獣姉妹の1人。ミズノエノリュウの友人。冷凍睡眠を繰り返しながら生きてきたらしく、ミズノエノリュウ曰く1万年以上ピラミッドに引きこもっている。
自分と同じく地中で引きこもり染みた生活を送っているミズノエノリュウとは、出会えば憎まれ口をたたきあう仲だが、一緒に食事をしながら映画を観るなど不仲というわけでもない。
定期的にオリオンガスを摂取しているが、本人曰く「あのガスないと私死んじゃう」とのことである。
エースキラー
ヤプール超獣姉妹の1人。バキシムやベロクロンの妹分で、彼女たちを「姉ちゃん」と呼んでいる。純粋かつ天真爛漫だがどこか抜けたところのある少女。
他の怪獣娘から必殺技をコピーすることができるが完全にコピーはできない。
ウルトラマンエースをキラー化することを目的としているが、ウルトラマンエースが誰のことなのかはわかっていない。
テンペラー星人
語尾に「なのだ」とつけて喋る。極悪なことをすることをモットーとしている。極悪と言いつつ実際には交通ルールを守って横断歩道を歩いたり、一日中家でダラダラしていたり、極悪な行動とはほど遠い生活を送ったりしており、相棒の猿からも呆れられている。
原典同様ビームウィップを使用することができる。
マグマ星人
「サーベル暴君」の異名を持っている。「L77学園を壊滅させた」、「一匹狼で謎が多い」、「屋上で暴れて生徒を病院送りにした」などの様々な噂が語られ恐怖の対象とされているが、実際には親切心から起こした行動が様々な騒動を引き起こしてしまい、その噂に尾ひれがついて話が大きくなってしまっただけで、本人も自身が「サーベル暴君」と呼ばれていることは認識していない。
友達を作りたくてしょうがない気持ちでいるが、この性格であるため、空回りして友達ができないでいたが、校舎内の廊下でハネジローとぶつかり、胸の感触を気に入ったハネジローから一方的に絡まれて困惑するが、最終的には連絡先を教えてもらい、それなりに仲良くなることができた模様で、第39話や第42話で登場した際にもハネジローと一緒に行動している。
ガッツ星人から「暴君ってボリューム」と表情されるほどの巨乳の持ち主。
原典同様にローランに恋愛感情を抱いている。
ケンドロス
剣輪草を育てているがそれを食い荒らすライブキングに悩まされている。剣輪草はブーメランになるがその腕前はイマイチ。
ザンドリアス
バキシムの友人。何もしていないのにもかかわらず、しゃっくりが止まらなくなり、バキシムに「しゃっくりが100回出ると死ぬ」と言われて、それが原因でとんでもない状況に巻き込まれたり、メフィラス星人（2代目）のTシャツを「微妙」と言ったばっかりにマンダリン草で毒を注入されたり、スカイドンに抱き枕にされて夜まで動けなかったり、登場するたびに何かと酷い目に遭わされることが多い薄辛の少女。
原典とは異なり、母親と喧嘩しているらしいが、母親がクリスマスにサンタクロースのコスプレをしていたことに、辟易するようなことを言いつつ自身もサンタの帽子を被って浮かれていたり、メトロン商店のマスコットに抱き付いて写真を撮って浮かれたり、実際にはかなりの似た者親子である。
パソコンのキーボードの入力に苦労している描写があり、電子機器の扱いはあまり得意ではない。。
ギランボ
ガーディーの友人。原典同様にハロウィンの日に生徒たちから夢を吸い取る魔女。生徒たちから夢を吸収しようとしたが、夢の内容が理解不能なくらいぶっ飛んでいたり（ライブキングの夢）、刺激的すぎてパニックになったり（ガッツ星人の夢）、悲壮感な内容に涙を流したり（マグマ星人の夢）、計画は失敗に終わっている。
夢は「綺麗なドレスで素敵な結婚式を挙げる」という乙女チックなものである。
ガタノゾーア
ゴモラとベムスターと同学年。ペガッサ星人とガッツ星人のことを「先輩」と呼んでいる。頭部が重くて重心が上手く取れないためひっくり返りやすく、ひっくり返ると頭が重くて動けなくなる。
勝手に写真を撮られて大慌てしたり、湖に潜んでいる正体不明の存在にビビって逃げ出したり、ラスボスだった原典と異なり、やや気弱で控え目かつ臆病な性格となっており、邪神らしくない点に関してはウインダムからもツッコミを入れられている。そのため、密かに「邪神らしさを磨くための練習」をしており、湖で練習しているときに発光する謎のUMAと遭遇したことをカプセル怪獣たちに証言している。
背後から「大いなる闇」と呼んでいる闇を出すことができて本人曰く、迂闊に闇に取り込まれると命を落とすらしい。実はエレキングが見た闇と共に現れるUMAの正体だが、ウインダム以外誰も気付かなかった。
ダイオリウス
産卵のためにお尻が大きい安産型の女の子を探し求めており、ガッツ星人のお尻に目をつける。殺虫剤を前に退散するが、その後も懲りずに女の子のお尻を追いかけている。
ハネジロー
パソコンやスマートフォンなどの電化機器の扱いが、大好きな女子生徒でブログも開設している。ザンドリアスやバキシムの友人で、彼女たちからは「ハネちゃん」と呼ばれている。
基本的に「パム」としか言わないが、片言ながらも言葉を発することは可能。とある出来事がきっかけでマグマ星人のことを気に入り、彼女と友人になる。
パズズ
一人称は「俺」。必殺技のパズズサンダーをエースキラーに奪われた。
ローラン
マグマ星人の持つ写真、回想シーン、妄想に登場。マグマ星人とは友人関係のようだが、マグマ星人からは恋愛感情をもたれており、心細くなったマグマ星人にメールを100件ほど送られるなど少々困らされている。
ノイズラー
ガッツ星人の隠し撮り写真に登場。
キングジョーII
怪獣図鑑の1ページとガッツ星人の隠し撮りした写真に登場。
ツインテール
肉食怪獣が集うSNSにアップされた写真に登場。
モットクレロン
肉食怪獣が集うSNSにアップされた写真に登場。
マガジャッパ
肉食怪獣が集うSNSにアップされた写真に登場。
サタンビゾー
ガッツ星人が撮ったレアな写真に登場。主に腋を中心に撮影されている。
ルクーリオン
ガッツ星人が撮ったレアな写真に登場。主に腋を中心に撮影されている。
カイザードビシ
ガッツ星人が撮ったレアな写真に登場。主に腋を中心に撮影されている。
ピグモン

##### 学校外
ベムラー
ピザ屋「BEAST THE PIZZA」の店員で、ミズノエノリュウの家に出前のピザを届けに来ている。
メトロン星人
メトロン商店の店長。怪獣図鑑に載っていることから私立円谷学園の卒業生。
ビルガモ
Jr.っちの指示で私立円谷学園へ向かう途中に、メトロン商店で売られていたガマクジラのグッズを「キモかわいい」と気に入り、ゼットンと意気投合している。
私立円谷学園を「私立えんや学園」と間違えたり、目的を忘れてガマクジラのグッズに夢中になったり、どこか抜けている。
原典同様に分離、合体能力を備えており、分離した状態で飛行も可能。
ブラック指令
原典同様にブラックスターから地球の侵略を企む司令官。しかし、侵略はおろか「このままだと（住んでいる）アパートから追い出される」ほど日常生活すらまともに送れないほど困っており、単行本の制作作業のアルバイトや宣伝活動をして何とか生活費を稼いでいる有様である。石黒英〇のファン。
シルバーブルーメ
ブラックスター出身の円盤生物。バードン同様に食いしん坊で、制作している単行本第2巻を食べようとしていた。第2巻作りに嫌気を指しており、いつ自分たちの出番が来るのか不満を泣きながら発言していた。
ノーバ
ブラックスター出身の円盤生物。一見クールな外見をしているが、実際には地球に来た目的を毎日インターネットをやってテレビ見て漫画を呼んで、ダラダラする生活をすることと発言するなどいい加減な性格。
ペガッサ星人ペガ
『ウルトラマンジード』番外編の販促漫画に登場した本編のペガ本人。劇中に登場するペガッサ星人とは異なった巨乳な姿に擬人化（&女体化）されており、そのプロポーションの良さを買われてかシルバーブルーメから朝倉リク（ウルトラマンジード）との、お風呂動画の撮影を持ちかけられてしまう。

##### その他（ギャラクシー☆デイズ）
オニデビル
ゴモラが鬼役としてコスプレしていた姿。原典同様内部にマンダリン草が仕込まれており、中の飲み物を買おうとする相手を突き刺して攻撃する。メフィラス星人（2代目）が手を焼くほど制御が難しく、メフィラス軍団が部室を没収されたあとは野生化して、無差別に生徒たちを襲う恐ろしい存在となってしまった。メフィラス軍団再建のために「鏡餅型ミニ安田くん」というものもたくさん作られている。
ジュラン
町の中心部に毎年花を咲かせる巨大植物。定量の花粉をまき散らすため、毎年春先に花粉症の被害をもたらしている（原典と異なり花粉そのものには毒性はない模様）。巨大だが植物故耐久性はなく、最期はゼットンの一兆度火球を浴びて跡形もなく焼失している。
Jr.っち（バルタン星人Jr.）
ビルガモの台詞に登場。ビルガモを私立円谷学園に向かわせたが、大量のガマクジラのグッズを買って帰ってきたビルガモを叱責している。
ママ（ヤプール人）
ヤプール超獣姉妹の母親。
ザンドリアスのママ（マザーザンドリアス）
ザンドリアスの会話によく出てくるザンドリアスの母親。娘に似て年齢の割にかなり子供っぽい性格らしい。
オニバンバ
ゴモラとベムスターの背景でシルエットとして登場。
オニオン
ゴモラとベムスターの背景でシルエットとして登場。
バルタン星人
メフィラス星人の背後にシルエットで登場。
ザラブ星人
メフィラス星人の背後にシルエットで登場。
ケムール人
メフィラス星人の背後にシルエットで登場。
ビーコン
ゼットン星人の見ていたテレビに映っていた。
タイラント
ミクラスの持っていた凧に描いてあった。
モチロン
ゼットン家の臼として登場。
ガンQ
メトロン商店の目薬の広告に描かれていた。
スノーギラン
メトロン商店で売っていたケーキのデコレーションとして登場。
アクマニア星人
メトロン商店で売っていたケーキのデコレーションとして登場。
ユニジン
メトロン商店のおもちゃ売り場の人形として登場。
ジャシュライン
メトロン商店のおもちゃ売り場の人形として登場。
石黒英雄
第3巻発売記念の番外編に登場。『ウルトラマンオーブ』で主人公のクレナイ・ガイを演じた俳優。
ブラック指令は『ウルトラマンオーブ』でのある出来事をきっかけに、彼のファンになったらしい。
久野千草
『ウルトラマンギンガ』と『ウルトラマンギンガS』に登場したアイドル志望の少女。
第37話でメトロン商店に掛けられているカレンダーに描かれている。
安田くん
メフィラス星人（2代目）が作ってメフィラス軍団に隠していた自動販売機だが、2代目は「ロボット怪獣」と言っている。売っている物は、おでん、おしるこ、めんつゆなどの微妙な商品。
猿
テンペラー星人の相棒であるシンバルを持った猿を象った小型ロボット。目にかけたサングラスがチャームポイント。動力源は単一電池。一向に極悪なことをしようとしない主人に対して少々呆れている。元ネタは『ウルトラマンタロウ』第33話「ウルトラの国 大爆発5秒前!」と第34話「ウルトラ6兄弟最後の日!」でテンペラー星人の宇宙船に置かれている猿の玩具（わんぱくスージー）。

#### 用語（ギャラクシー☆デイズ）
私立円谷学園
怪獣娘が通っている学校。建物は科学特捜隊日本支部の基地のような外見。小中高のいずれかは不明で、教員らしき人物は登場していない。
生徒は制服はなく思い思いな格好で過ごしているが、服のような部分は服ではないらしく、温泉旅行のさい脱がずに入っていた。
怪獣図鑑制作部
私立円谷学園で怪獣図鑑を制作している部活動。
怪獣図鑑
私立円谷学園が刊行している本。作中の説明から卒業アルバムのようなものだと思われるが、謎に包まれた怪獣たちの生態が説明にまとめられており、資料的な点から見ても非常に高い。ガッツ星人が個人的に制作している「裏・怪獣図鑑」なるものがある。
剣輪草
ケンドロスが私立円谷学園の菜園で栽培している植物。回転させることで風を起こしたり、ブーメランとして利用できる。ライブキングが頻繁に訪れては食べてしまっていたため、栽培には相当苦労したらしい。
カプセル怪獣3バカトリオ
『ウルトラセブン』に登場したカプセル怪獣のウインダム、ミクラス、アギラが勝手に結成させられた。
L77学園
マグマ星人が壊滅させたと噂されている学校。
メトロン商店
メトロン星人が経営している店で他にも多くの生徒たちが利用している描写があり、憩いの場になっている。駄菓子の他に野菜や肉などが売っている食品店で、店先にはガマクジラと標本おじさんのガチャガチャが置かれている。
メトロンパン
メトロン星人の円盤の形をしたメロンパン。メトロン商店で販売されている（1個170円）。バルタン星人の円盤の形をした菓子パンも販売されている。
眼兎龍茶
『ウルトラマンマックス』第24話「狙われない街」に登場したメトロン星人がトウマ・カイト（ウルトラマンマックス）に勧めていた飲料水。第37話でメトロン商店で販売されている。
マスク
花粉症に悩まされているゴモラがメトロン商店で購入したマスク。『ウルトラマンレオ』や『ウルトラマンX』で使用されたものと、同じデザインをしている。抜群の遮蔽性を誇るが、花粉だけでなく声も遮断してしまうため、会話ができないという欠点がある。
宇宙植物ルグス
『ウルトラマンジード』第4話「星人を追う仕事」に登場したフック星人が地球で密かに栽培しようとしていた植物。催眠性の花粉を放出する能力を持つ。メトロン商店で販売されている。
生命カメラ
かつてワイルド星人が侵略用に使用したものの同型機で、被写体から生命を吸い取るという恐るべき機能を持っている。物騒な代物でありながらメトロン商店で販売されている。メトロン曰く「最発掘された」とのことである。
標本おじさん
ダダが集めているガチャポンのフィギュアシリーズ。女の子バージョンもある。
メフィラスグッズ
メフィラス星人姉妹が制作しているグッズ。しかし、デザインセンスは破壊的であるためあまり売れていない。
グッズはサングラス、メフィラスこけし、だるまメフィラス、メフィラスペナント、ちょうちん、メフィT（Tシャツ）、メフィ耳（付け耳）があり、カタログには帽子やトートバッグなどがある。
ガマクジラマスコット
「ガマちゃん」という名称のマスコット。誰もが「可愛くない」というほど奇天烈な外見をしているが、ハマる人はとことんハマってしまう独特の魅力あるらしく、ゼットンは知らず知らずのうちにグッズを集めていた。ゼットンの他にゼットン星人やビルガモも、このマスコットが気に入っている。文房具、カプセルトイ、ゲーセンの景品など幅広い商品展開が行われている。
タガールマスコット
ダガールのマスコットでガマクジラ同様に可愛らしくない外見だが、ゴモラはいたく気に入っており、可愛くないことは承知の上でガマクジラと、どちらが可愛いかをゴモラとゼットンが張り合っていた。
ブニョまんじゅう
円盤生物 ブニョを模した形をしたまんじゅう。食感はプニプニらしい。
カップ焼きそばタコヤング
ゼットン星人、ウインダム、ベムスター、ライブキングが食べていたカップ焼きそば。
特別な肉
第12話と第13話で存在が語られた肉で、ぱっと見は普通の肉と区別がつかない。とある火山の近くでよくとれるらしい。
「ケ」で始まる動物の肉
最初に「ケ」から始まることからケムジラと思われてゴモラたちは、この肉がなんなのか知りたがっているが、バードンは真相を話すことを拒否しことから真意は不明。
目覚まし時計
テンペラー星人の自宅に置かれているデジタル時計。『ウルトラマンX』に登場したXio（ジオ）隊員用携帯端末「ジオデバイザー」、ウルトラマンXの変身アイテム「エクスデバイザー」と同じ形状をしている。
BIO COMPUTER E90
テンペラー星人の自宅に置かれているファルコン型ゲーム機。型番の元ネタは『ウルトラマンティガ』第42話「少女が消えた街」に登場した「メカ生命体 ファイバス（サタンファイバス）」。
ウルトラ怪獣俱楽部
テンペラー星人が遊んでいるゲームソフト。主人公はレットキングのようでゴモラやシャドウビーストらしき人物などがでているなど、『怪獣娘〜ウルトラ怪獣擬人化計画〜』のような背景がある。元ネタは『ウルトラマン俱楽部』。
オーブリング
ウルトラマンオーブの変身アイテム（玩具）。ナックル星人が手にしている。
スパイダーショット
ゴモラが掘り出したガラクタとして登場。
マルス133
ゴモラが掘り出したガラクタとして登場。
無重力弾
ゴモラが掘り出したガラクタとして登場。
ゴルゴダスタンプカード
エースキラーが技をコピーさせてくれた相手に渡しているスタンプカード。スタンプを5個集めると本人曰く「すごいグッズであるゴルゴダくん」と交換できる。
ゴルゴダくん
ゴルゴダスタンプカードでスタンプを5個集めたときにもらえる豪華商品。十字架に目と足が付いたような奇怪な姿をしている。劇中ではフィギュア、抱き枕、LINEのスタンプが登場している。
肉食系怪獣SNS
肉食怪獣たちが登録しているSNS。当初は肉食怪獣たちが、その日自分の食べた肉の写真をアップロードするだけのごく普通のSNSだったのだが、バードンが肉の乗った皿をペガッサが持っている様子を写した写真をアップロードしたところ肉よりもペガッサの方に大きな反響が集まってしまい、これに味を占めたバードンが友人の怪獣娘たちの写真を撮影して投稿しまくった結果、他の参加者もこの影響で怪獣娘の写真を次々に投稿するようになり、ペガッサ星人曰く「肉食怪獣たちの本能が溢れ出る場」に様変わりしてしまった。
ブラックスター
地球から1000万キロメートル離れた宇宙空間に存在する正体不明の惑星でブラック指令と円盤生物の故郷。
怪獣墓場
死んだ怪獣と宇宙人の魂が集まると言われる宇宙の吹き溜まり。本作では『大怪獣バトル ウルトラ銀河伝説 THE MOVIE』以降の設定に基づいた描写がなされており、怪獣と宇宙人の魂が眠っているとされている浮遊大陸や別宇宙へと通じるとされるクレイブゲートなども存在している。シーボーズは、ここの番人のような存在らしく、何らかの要因でここへ迷い込んで来た者たちを元の世界へと送り返している。
第41話で臨死状態になったケンドロスが迷い込んだ謎の場所として登場するが、それ以前にも第38話でクレイブゲートと思われる物体が登場して、ここを介して作中世界に何者かが襲来してきているらしいことが示唆されている。

### テレビアニメ『怪獣娘〜ウルトラ怪獣擬人化計画〜』
『ウルトラ怪獣擬人化計画 ギャラクシー☆デイズ』のショートアニメ。ナレーションは白石稔。第1期はdアニメストアなどの配信サイトで2016年9月から12月まで配信されて、AT-Xで2017年1月から3月まで、TOKYO MXで2017年10月から12月まで放送された。第2期はTOKYO MXとAT-Xで2018年1月から3月まで放送された。
本作品では全てのキャラクターが変身シーンを除き3頭身にデフォルメされて描かれている。ウルトラ怪獣の魂を受け継いだ少女たちが通称「怪獣娘（かいじゅうがーるず）」が変身して、パッと見は怪獣のコスプレをしているような姿になっている。
2018年1月、第2期公式サイトで著者、挿絵を渡井亘による新作ノベライズ（小説化）が掲載された（全9話）。11月23日、OVA『怪獣娘（黒）〜ウルトラ怪獣擬人化計画〜』が映画館で期間限定劇場上映された。スタッフが一新されてメインキャラクターはテレビシリーズ第2期のラストシーンで登場したブラック指令と2人の円盤生物（シルバーブルーメとノーバ）で構成される「ブラックスターズ」と彼女らに巻き込まれた平賀サツキ（ペガッサ星人）の4人。本作においては第1期、第2期と違い、3頭身ではなく8頭身で描かれている。また、設定はテレビシリーズに準ずるが一部「ギャラクシー☆デイズ」での設定も混在している。12月21日、第2期公式サイトに掲載されたノベル（小説）の加筆修正版に渡井の描き下ろしシナリオによるドラマCDが付属しているノベル&ドラマCDブック『愛を叫べ!怪獣娘!?』が発売された。

#### 登場人物（怪獣娘）
第1期と第2期においては前述したとおり、通常は3頭身だが変身シーンのみ8頭身で描かれている（変身完了と共に3頭身に戻る描写となる）。

##### かぷせるがーるず
アギラ / 宮下アキ
声 - 飯田里穂
主人公。橙色のショートカットが特徴の高校生。一人称は「ボク」で愛称は「アギちゃん」。ピグモンからは「アギアギ」と呼ばれている。
落ち着いた雰囲気の持ち主で口数が少なく、やや年寄りくさい趣味を持つ。その一方、人々を護りたいという熱意は人一倍強い。
3人の中では最後まで変身できていなかったが、第1期第3話にてゼットンとの交流後に無人車の暴走事故に遭遇し、「頼むぞアギラ」という誰かの声を思い出したことで勇気を振り絞り暴走車を止めようとした際に初変身を果たした。
第2期ではガッツ星人と友情を育んでおり、一緒に外食するほど仲良くなっている。
シャドウとの戦闘では頭部の巨大な角を武器にして戦っている。一期、二期共に最終決戦では高所からの飛び降り攻撃を使用しており、ゴモラからは「ワンパターンなのが彼女らしい」と評されている。
ミクラス / 牛丸ミク
声 - 鈴木愛奈
褐色肌とポニーテールにまとめ上げた黒い髪が特徴の高校生。愛称は「ミクちゃん」。元気いっぱいな性格で、深くものを考えずに行動することが多い一方、肝心なところで引っ込み思案になってしまう面もある。
レッドキングの大ファンで、第1期第2話にて彼女が試合に勝った姿を見て興奮し、自身も強くなりたいと思ったことで初変身を果たす。
原宿で偶然出会ったレッドキングのことを「先輩」と呼んで慕っている。一方、エレキングからは出会う度に非礼などを叱責されるため、彼女の事を苦手と感じている。
第2期ではシャドウガッツの不意打ちを受けて怪我を負い入院するが、同じくシャドウガッツに倒されて入院してきたガッツ星人に自分のソウルライザーを貸してシャドウガッツとの決戦に送り出しており、決戦後には車椅子姿で仲間たちの元へ駆けつけた。
シャドウとの戦闘時には肉弾戦で挑むことが多い（元の怪獣のように熱線を吐く描写はない）。
ウインダム / 白銀レイカ
声 - 遠藤ゆりか
三つ編みにした銀色の髪と眼鏡が特徴の高校生。愛称は「ウィンちゃん」だがゴモラには「ダム子」と呼ばれている。誰に対しても敬語で話しており、他人には「さん」付けして呼んでいる。
漫画「お前にピットイン!」の大ファンであり、第1期第3話冒頭にて本屋でBL漫画を漁っている際に怪獣娘に変身できるようになった。同じく腐女子であるエレキングに憧れを抱いている。
ザンドリアスの一件を見てカイジューソウルの暴走に怯えていたが、第9話では「お前にピットイン!劇場版」のネタバレを聞いた際に、その展開に衝撃を受けて暴走しかけている。
シャドウとの戦闘時には額の発光部からレーザー光線を発して攻撃する。
劇場版ではかぷせるがーるずで唯一登場していない。

##### ブラックスターズ
ブラック指令
声 - 新田ひより
第2期の最終回ラストシーンにて突然現れて変身し、不敵な笑みを浮かべた謎の怪獣娘。人間としての名前は明かされていない。
後に公開された劇場版では主人公の1人として登場。自称「漆黒のリーダー」。ブラックスターからのお告げ（予知夢）を頼りに地球侵略を目論んでいる。
お告げに従ってサツキの覚醒現場に居合わせて彼女を悪の道へと引きずり込んだ。
極めていい加減かつグータラした性格で、場当たり的な行動を取って恥を晒すことが多いが、自己肯定力が高く仲間想いなのでリーダーとしてはともかく一個人として信頼されてはいる。
特殊能力は超能力だが、予知夢は暗号のような文字の羅列から意味を推理する必要がある。5円玉を使用した催眠術も使えるが、相手を眠らせつつ自らも眠ってしまう。
雑誌掲載時のイラストや漫画『ギャラクシー☆デイズ』では全身の肌が白く描かれていたが、アニメ版では第2期、劇場版共に肌色で描かれている。
ペガッサ星人 / 平賀サツキ
声 - 八木侑紀
劇場版の主人公の1人。厳格な家庭で育った控えめな性格の高校生。人からものを頼まれると断れない悪癖を持っている。
ある日、怪獣娘に覚醒しかけて能力を暴走させかけたところをブラックスターズに救われて、無理やりメンバー入りさせられてしまった。肩書は「4人目のニューカマー」。
当初は状況に流されて困惑していたものの、やがて侵略活動にやりがいを見出していき、ブラック指令から参謀長を任されるほどの信頼を得ていく。
GIRLS本部にて怪獣娘たちに包囲され、ゼットンも出現するという絶体絶命のピンチに陥った際に初めて完全変身を遂げた。
特殊能力は何でも吸い込む異次元空間を発生させるダークゾーン。ただし、ネガティブな気分にならなければ発生せず、ソウルライザーで変身解除しなければ閉じる事も出来ない。
シルバーブルーメ
声 - 高橋未奈美
劇場版に登場した「銀色のレイダー」を名乗る少女。人間としての名前は明かされておらず変身解除時の姿は描かれていない。
侵略活動にはあまり興味がなく、ブラック指令をおだてて暴走させた末に、彼女の痴態を楽しむサディスティックな性格の持ち主。
無責任な言動が目立つが、ガタノゾーアの暴走による被害が予想を超え始めた時は若干狼狽していた。
底抜けの食欲を持っており、常に何かを食べていることが多い。
特殊能力は手から発する何でも溶かす溶解液（髪とスマートフォンだけを溶かすなど威力を調整できる）。
ノーバ
声 - 石原夏織
劇場版に登場した「赤きスナイパー」を名乗る少女。人間としての名前は明かされておらず変身解除時の姿は描かれていない。
シルバーブルーメと同様、侵略活動に対するやる気はあまりなく、無口な性格で普段はゲームばかりプレイしている。
老婆を助けるなど良識的な面もある一方、元特殊部隊所属という過去や闇ルートでソウルライザーを入手するなど裏社会に通じる一面を持っている。
ブラック指令への忠誠心は無いに等しく、彼女がゲームの邪魔をしたり、後ろに立ったりすると容赦なく攻撃している。
実はマゾヒストらしくガタノゾーアの触手で締め付けられた際には、骨がきしむほどの苦痛を感じながら恍惚状態に陥っていた。
特殊能力は手から伸ばす触手や人を狂わせる赤いガス。武器として鎌を使用している。
ドラマCDでは「ナレーション」として登場。語り手の正体は、GIRLSを監視していたノーバだったことが示唆される。
ガタノゾーア
声 - 小倉唯
ゼットンに匹敵する最強クラスの怪獣娘。人間としての名前は明かされておらず変身解除時の姿は描かれていない。
サツキが覚醒した際に発生したダークゾーンに巻き込まれて、しばらく閉じ込められていた。
ダークゾーンから救出されたのちはブラックスターズに保護されて、ブラック指令の「池袋のリア充を爆発させる」計画のために利用される。
見た目も性格も幼い少女そのもので、常に眠そうにしており積極的に暴れるようなことはない。ただし、酔っぱらうと酩酊状態のまま力を暴走させ、周囲に多大な被害をもたらしてしまう。
普段は無害だが甘いお菓子を与えると頭部の貝殻が巨大化して、一対の蛇のような触手と無数の細い触手が出現する。その戦闘能力は容易にビルを破壊して、ゼットンを欠くGIRLSの怪獣娘たちを全員縛り上げて戦闘不能にするほどである。

##### その他（怪獣娘）
ピグモン / 岡田トモミ
声 - 徳井青空
GIRLS本部を訪れた、かぷせるがーるずを最初に迎えた怪獣娘。人のことをとっても大好きと思った時に初めて怪獣娘に変身できたらしい。
可愛らしい容姿で子供にも人気が高く、怒った姿もミクラスからかわいいといわれるほどである。
身体能力は低く戦闘には参加していないが、他の怪獣娘に指揮を下す場面が多い。第2期第4話で変身シーンを披露した。
エレキング / 湖上ラン
声 - 潘めぐみ
GIRLS調査部に所属しており、情報収集を担当している。ピグモンからは「エレエレ」と呼ばれている。一匹狼で厳しい発言が目立つが根は優しい性格。
自身は戦闘タイプではないと語っているが戦闘能力は高い。趣味はゲーム、漫画、アニメ、アニメショップ巡りなどでオタク要素が強い。
尻尾は取り外せるようになっており、右手に嵌めることで手のように扱うことができる。第9話では暴走しかけたウインダムを尻尾の電撃で気絶させ人間の姿に戻している。
第2期エンディング後の「おしエレ おしえてエレキング先輩」ではマガジャッパとマガバッサーの指導係となる。
ゴモラ / 黒田ミカヅキ
声 - 諏訪彩花
GIRLS関西支部を訪れた、かぷせるがーるずが遭遇した怪獣娘。愛称は「ゴモたん」。ピグモンからは「ゴモゴモ」と呼ばれている。
ノリは軽いが面倒見が良い性格。かなりの食いしん坊でもある。大怪獣ファイト期待の新人でレッドキングに匹敵する実力を持っているが、まだ勝利には至っていない。
アギラのことを気に入っており、一緒にいるとすぐに（色々な意味で）いじっている。
「お前にピットイン!」については二次創作も含めて詳しく知っている。
小説版では怪獣娘として生きていくことに、踏ん切りをつけられなかったシーボーズの背中をさりげなく後押ししている。
必殺技は上空に飛び上がり、縦回転しながら落下する勢いで尻尾をたたきつける「メガトンテイル」。第2期第5話で変身シーンを披露した。
ゼットン
声 - 加藤英美里
大怪獣ファイトの現王者で謎に満ちた少女。第2期までのメインキャラクターでは唯一、人間としての名前が明かされておらず変身解除時の姿も描かれていない。
寡黙で他人とのコミュニケーションをあまり取ろうとしないものの、後輩の背中をさりげなく後押しする行動を見せたりと、根は思いやりの深い心優しい性格。
アギラに自分と似た部分を見出しており、相談に乗るなど彼女の成長を見守っている。
第2期の最終決戦では傍観の立場に徹していたが、トドメを刺す際にアギラをバリアで包み援護している。
特殊能力は一兆度火球、テレポーテーション、バリア、怪力など。他の怪獣娘とは一線を画する強さを誇る。第1話ではテレポーテーションしながらバリア数枚で火災を囲み収縮させることで消火していた。
レッドキング / 歌川ベニオ
声 - 五十嵐裕美
大怪獣ファイトの初代王者で豪快なファイトスタイルが特徴。シャドウや暴走怪獣娘が出現した際には真っ先に出撃する事が多い。
面倒見の良い性格で、原宿で出会った後輩のかぷせるがーるずに牛丼を奢ったりしている。小説版では後輩ファイターからも慕われている。
ピグモンからは「レッドン」と呼ばれるなど仲が良く、レッドキング自身もピグモンに対しては甘々な対応を取っている。
クレープなどの甘いものや可愛いものが好きだが、自身のイメージとのギャップを気にしており、あえてガサツな言動を演じている。
自らが更生を担当していたザンドリアスからは「師匠」と呼ばれている。
ベムラー / 天城ミオ
最初に存在を確認された怪獣娘。第8話ではデフォルメされていないシルエットのみが登場している。
ガッツ星人 / 印南ミコ
声 - 松田利冴
第2期にメインキャラクターの1人として登場。「無敵の怪獣」の生まれ変わりであることに強いプライドを抱いている。
優れた能力を誇る一方、プライドの高さ故に抱え込んだ問題を周囲に相談せずに、1人で解決しようとする悪癖を持っている。
ノリの良い性格で話しやすく、アギラとは一緒に外食するほど仲良くなっている。
キングジョーの写真集発売イベントの警備をアギラと共に担当するはずだったが遅刻して現れた。キングジョーのことを「お嬢」と呼んでいる。
実は早い段階からシャドウミストに侵食されていたが、睡眠中無意識に分身してシャドウミストを分身体（シャドウガッツ）に移し難を逃れていた。
無断でシャドウガッツとの一騎打ちに挑んで敗北し、ソウルライザーを奪われたため、ミクラスが貸してくれたソウルライザーを使いシャドウガッツとの決戦に臨む。
シャドウガッツからシャドウミストが分離した際には倒れた彼女を介抱していた。
特殊能力として光線技やテレポーテーションを多用するほか、格闘能力も高い。第2期第1話で変身シーンを披露した。
キングジョー / クララ・ソーン
声 - 三森すずこ
第1期ではアニメPV終盤と第12話エピローグシーンの冒頭で飛んでいるところが小さく映っている。
第2期ではメインキャラクターの1人として登場。写真集を発売したりサイン会を開くほどの人気者。ピグモンからは「キンキン」と呼ばれている。
性格は明るくフレンドリーだがノリが独特なため、アギラからは若干付き合いにくいという印象を抱かれていた。
飛行能力を持つほか、戦闘時には質量の重さを活かしたのしかかり、踏み潰しを得意とする。また、防御力も高い。
戦闘能力は高いものの攻撃時に手加減が出来ないため、シャドウミストに憑依された民間人の対処には苦慮していた。
第9話では偽のイベント情報でシャドウガッツを誘き出すという作戦を立案。続く10話ではシャドウガッツとの決戦の場に偶然現れたJJを言葉巧みに避難させている。
第11話ではシャドウガッツとの戦いに臨むガッツ星人を守るようアギラに要請している。
最終話での戦闘では腰部の突起を遠隔攻撃用の端末として利用して、ロープ状の光線でシャドウジェネラルを捕縛している。
ザンドリアス / 道理サチコ
声 - 湯浅かえで
カイジューソウルを暴走させて街で暴れていた怪獣娘。その際に怒りにまかせて口から吹く炎が街で起こっている火災の原因となっていた。
第7話では制止に来たかぷせるがーるずを圧倒したがレッドキングに敗れてGIRLSに保護されており、以降はGIRLSに所属しソウルライザーも与えられている。
第10話ではレッドキングにより清水寺の舞台から投げ落とされた事を機に、なんとか飛べるようになった。なお、レッドキングのことは「師匠」と呼んでいる。
第2期ではノイズラーとバンドを組んだことが明かされたほか、6話では彼女の家庭の事情も明かされた。
第1期の最終決戦ではピグモンと共に観戦に徹していたが、第2期最終決戦では戦闘に参加。口からの火炎、ノイズラーと共に音波攻撃を発するなどしてシャドウガッツやシャドウビーストに立ち向かった。
小説版ではレッドキングに師事し始めたきっかけや歌を得意とすること、それを機にノイズラーを紹介されたことなどが明かされている。
ノイズラー / 鳴無ミサオ
声 - 清都ありさ
ザンドリアスとバンドを組んでおり、ギターを担当している少女。
シャドウガッツに襲撃された際はガッツ星人が敗れた様子を見ていながら、抗戦する意思をみせるなど肝の据わったところがある。
特殊能力はエレキギターを使った音波攻撃やバリア能力など、攻防一体の活躍を見せるほかに空中戦も披露している。
ドラマCDではホーの勧誘に参加し、彼女に「愛」の意味を語る。その際に「パートナー」がいる事を示唆していたが、それはギターの事だった。
マガバッサー / 風巻ヨウ
声 - 寺田晴名
第2期エンディング後の「おしエレ おしえてエレキング先輩」第2話に登場した新人怪獣娘。マガジャッパと同じく第10話で変身後の姿を披露している。
気が強く、ノリがいい性格の持ち主。マガジャッパとは魔王獣同士ではあるが姉妹というわけではないらしい。
第12話でエレキングやマガジャッパと共に最終決戦に参戦。ザンドリアス、ノイズラーと共に飛行型シャドウビーストを撃破した。
飛行能力を持つほか、シャドウビーストとの戦闘時には羽根から風の刃を発しているような描写がある。
マガジャッパ / 竜波ユカ
声 - 近藤玲奈
第2期エンディング後の「おしエレ おしえてエレキング先輩」第1話に登場した新人怪獣娘。第10話で初めて変身後の姿を披露している。
引っ込み思案な性格でやたら汗をかいていることが多い。エレキングのオタクネタにはついていけない傾向がある。
特殊能力は頭部から水を噴射する能力のほか、手から泡を発してシャドウの光線を包み込み無効化できる。
マザーザンドリアス
声 - 湯浅かえで
ザンドリアスの母親。人間としての名前は明かされていない。
シャドウを倒しているところを、ザンドリアスに会いに来たレッドキングとウィンダムに目撃されているが、ザンドリアスには内緒にしているらしい。
ガッツ星人（シャドウガッツ）
声 - 松田颯水
ガッツ星人の分身体。シャドウミストに浸食されたガッツ星人が、完全に侵食される前に無意識に分身体として切り離していた。その後、ミクラスを襲いガッツ星人を孤立させると、直接対決してガッツ星人のソウルライザーを奪う。
最終決戦では他の怪獣娘たちと連携したガッツ星人の光線を受けて敗北したが、憑依していたシャドウミストが身体から離れ他のシャドウを取り込みシャドウジェネラルとなる。
シャドウミストが分離したことで彼女自身は正気を取り戻して、ガッツ星人や他の怪獣娘たちと共にシャドウジェラルとの決戦に挑んでいる。
JJ
声 - 青柳尊哉
第2期の第1話と第2話に登場した一般人男性。キングジョーの大ファンだがシャドウミストに憑りつかれており、イベントの場で暴走。ガッツ星人に鎮圧された。
第2期の第10話ではシャドウガッツとの決戦の場に偶然現れたが、キングジョーから次のイベントでは整理券配布があるということを教えられ、その場からそそくさと立ち去っている。
劇場版でも彼らしき人物が1シーンだけ登場している。
『ウルトラマンオーブ』に登場したジャグラス ジャグラーと外見が似ており演者も同じ。
女の子
声 - 湯浅かえで
第12話ラストシーンでGIRLSにやって来た女の子。怪獣娘と思われるが何のカイジューソウルを宿しているかは不明。第1話冒頭でのアギラと同じセリフを呟き、かぷせるがーるずに迎えられた。
誰かの声
声 - 高橋伸也
アギラが初めてソウルライドした際に記憶の中に過った声。第3話で無人車が暴走した際に、助けに行くのを躊躇していたアギラが「頼むぞアギラ」という彼の声を思い出して、アギラが怪獣娘に覚醒するきっかけを与えている。
改造ベムスター
声 - 沼倉愛美
劇場版に登場。ゴモラと仲が良く行動を共にしていた。ゴモラに「下の口からお菓子を食べさせてほしい」と頼んでいたため、ブラック指令からは、よからぬ妄想を抱かれてしまった。
腹部の口は食事に利用できるほか、ガタノゾーアの触手すら捕食する能力を持つ。
ホー / 葦原ルイ
声 - 葵ひびき
ドラマCDに登場。思い込みが激しく、惚れっぽい上に他人への依存心が強い性格の持ち主で、対人関係に悩んでいた。
GIRLSへの勧誘に来たノイズラーに一目惚れし、告白するもフラれてしまう。直後に出現したシャドウとの戦闘に巻き込まれ、GIRLSメンバーの友情を目にした事で自分の性格を見つめ直し、街に侵入しようとしたシャドウを撃破。入隊を決意した。
ペギラ / アデリーナ・海宮
小説版に登場。
シーボーズ / 骨川シイナ
小説版に登場。中学生時代に女子サッカー部のエースとして活躍していたが突然、怪獣娘に覚醒。その後、自分の身の起きた変化を受け入れられることができずにいた。
メトロン星人 / 百地メル
小説版に登場。GIRLSの1人。
ブラックキング / 黒柳ナミ
小説版に登場。
バードン / 火野ユリカ
小説版に登場。
ブリッツブロッツ / 國枝アサミ
小説版に登場。
ガーディー / 柴崎ラン
小説版に登場。

#### 用語（怪獣娘）
怪獣娘（かいじゅうがーるず）
地球で怪獣災害が根絶された後に、確認されるようになった怪獣たちの魂を受け継いだ少女。
GIRLS（ガールズ）
正式名称は国際怪獣救助指導組織。怪獣娘に覚醒した少女に「全ての答えはここにある!!」という文章と、地図が描かれた招待状を送って召集して、彼女たちにソウルライザーを与えて怪獣娘としての行動、目的を指導、教育する組織。札幌や大阪にも支部がある。
本部には広報部、調査部、育成部などがある。育成部にはスポーツ課、芸能課、指導課、調査課、開発課に分かれている。
かぷせるがーるず
センターキャラクター（アニメ版ではメインキャラクター）として『ウルトラセブン』に登場したカプセル怪獣のアギラ、ミクラス、ウインダムが選ばれている。
ソウルライザー
GIRLS所属の怪獣娘が所持しているスマホ型変身アイテム。怪獣だったときの本能「カイジューソウル」を実感することで変身できる。変身の掛け声は「ソウルライド」。紛失した際の再発行には24,800円の手数料がかかる。
ソウルライザーなしで変身した場合は力の制御ができず暴走する危険がある。ただし、ソウルライザーを使っていても衝撃的なことなどがあり、心に穴が開くと怪獣の凶暴性に支配されて暴走する場合がある。他人のソウルライザーを使用しても変身はできる。
大怪獣ファイト
作品内で人気を博している怪獣娘による格闘技。テレビ中継もされている。
御徴河決壊事件（みしるしがわけっかいじけん）
怪獣娘が最初に発見されたという事件。
シャドウ
怪獣娘の敵。人類に厄災をもたらす存在で、なぜか怪獣娘にしか倒せない。特に強力なタイプは「シャドウ・ビースト」と呼ばれている。
第8話に登場した際にはアギラとゴモラだけが気配に気づいている。
漫画『ギャラクシー☆デイズ』の終盤にも登場しており、グレイブゲートを通して別世界である『ギャラクシー☆デイズ』世界への侵攻を図った。
同漫画では「別世界の”人”の手で造り出された、怪獣を模した存在」という出自が明かされている。
シャドウミスト
弱った心の隙間に入り込んで人を凶暴化させる。元が人間であるため、シャドウとは異なり手加減して攻撃しなければならない。ガッツ星人（シャドウガッツ）は初の怪獣娘の発現例となる。
シャドウジェネラル
声 - 松田颯水
怪獣娘の総攻撃を受けて大ダメージを受けたシャドウガッツに、憑いていたシャドウミストが残っていたシャドウを取り込み変貌した上級変異体。他のシャドウとは異なり人の姿を持っているほか言語を発する能力を持ち、シャドウビーストを呼び出せるほかに光線、触手、カッター状のものを使い攻撃するなど、高い知能と戦闘能力を持っている。最後はゼットンのバリアで守られたアギラの角の一撃で倒されている。
『ギャラクシー☆デイズ』にも登場している。
お前にピットイン!
週刊少年ツブラヤに連載中のスポーツ漫画。本編は健全な少年漫画だがボーイズラブ系の二次創作が盛んに行われており腐女子に人気が高く、ウインダムやエレキングもこの作品のファン。アニメや劇場映画にもなっている。
ブラックスターズ
劇場版で地球制服を企む5人組。メンバーはブラック指令（リーダー）、ペガッサ星人、シルバーブルーメ、ノーバ、ガタノゾーア。

#### スタッフ
- 原作 - 円谷プロダクション
- キャラクター原案 - 富岡二郎、谷裕司、CHOCO、爆天童、ニトロプラス（なまにくATK、猫缶まっしぐら、minoa、大熊猫介）、NINNIN（第2期）、Zトン（第2期）
- 監修 - 小澤洋介（第1期）、黒澤桂（第2期）
- 原案、設定 - 海法紀光
- 監督、脚本、演出、設定、シリーズ構成、撮影監督 - 芦名みのる
- ぷちキャラクターデザイン、作画監督 - たけはらみのる
- 音楽 - 高梨康治（Team-MAX）
- 美術監督 - 戸杉奈津子（スタジオMAO）
- 音響監督 - 稲葉順一（第1期）、郷文裕貴（第2期）
- アニメーション制作 - スタジオぷYUKAI
- 製作 - 怪獣娘（ウルトラ怪獣擬人化計画）製作委員会（円谷プロダクション、ポニーキャニオン、ドコモ・アニメストア、リンクス）（第1期）
- 製作 - 怪獣娘2（ウルトラ怪獣擬人化計画）製作委員会（円谷プロダクション、ポニーキャニオン、ドコモ・アニメストア、メディクリエ）（第2期）

怪獣娘（黒）のスタッフ
- 原作 - 円谷プロダクション
- 監督 - 山本靖貴
- シリーズ構成 - 下山健人
- キャラクターデザイン - こまごま
- 音楽 - 片山修志
- 音楽制作 - ポニーキャニオン
- アニメーション制作 - ゆめ太カンパニー

#### 主題歌
オープニングテーマ「上々↑↑GAO !!」
作詞、作曲、編曲 - ゆうゆ / 歌 - かぷせるがーるず（飯田里穂、鈴木愛奈、遠藤ゆりか）
エンディングテーマ
「KAIJUハート」（第1期）
作詞、作曲、編曲 - buzzG / 歌 - かぷせるがーるず（飯田里穂、鈴木愛奈、遠藤ゆりか）
「Soul-ride ON!」（第2期）
作詞、作曲、編曲 - ゆうゆ / 歌 - アギラ（飯田里穂）、キングジョー（三森すずこ）、ガッツ星人（松田利冴）

#### 各話リスト
| 話数   | サブタイトル      | 絵コンテ                           | 作画監督       | 作画                                                                                          | 配信日         |
| 第1期  | 第1期             | 第1期                              | 第1期          | 第1期                                                                                         | 第1期          |
| ------ | ----------------- | ---------------------------------- | -------------- | --------------------------------------------------------------------------------------------- | -------------- |
| 第1話  | 私たち!怪獣娘!?   | たけはらみのる 芦名みのる          | たけはらみのる | たけはらみのる、戸塚ちさと みやひこ、きもとすみ 渡辺あき、のすふぇらとぅ                      | 2016年 9月27日 |
| 第2話  | 変身?怪獣娘!?     | たけはらみのる 芦名みのる          | たけはらみのる | たけはらみのる、戸塚ちさと みやひこ、きもとすみ 渡辺あき、フジツカ サワイ企画（石松）         | 10月4日        |
| 第3話  | 変身!怪獣娘!?     | たけはらみのる 芦名みのる          | たけはらみのる | たけはらみのる、戸塚ちさと みやひこ、きもとすみ 渡辺あき、フジツカ                            | 10月11日       |
| 第4話  | 配れ!怪獣娘!      | たけはらみのる 芦名みのる          | たけはらみのる | たけはらみのる、戸塚ちさと みやひこ、きもとすみ 渡辺あき、ほんで                              | 10月18日       |
| 第5話  | 先輩!怪獣娘!?     | たけはらみのる 芦名みのる          | たけはらみのる | たけはらみのる、戸塚ちさと みやひこ、きもとすみ 渡辺あき、のすふぇらとぅ                      | 10月25日       |
| 第6話  | 悩め!怪獣娘!?     | たけはらみのる 芦名みのる          | たけはらみのる | たけはらみのる、戸塚ちさと フジツカ、ほんで                                                   | 11月1日        |
| 第7話  | 戦え!怪獣娘!?     | たけはらみのる 芦名みのる          | たけはらみのる | たけはらみのる、みやひこ サワイ企画（石松）                                                   | 11月8日        |
| 第8話  | ボケろ!怪獣娘!?   | たけはらみのる 芦名みのる みやひこ | たけはらみのる | たけはらみのる、戸塚ちさと みやひこ、ボエ山                                                   | 11月15日       |
| 第9話  | 暴走?怪獣娘!?     | たけはらみのる 芦名みのる みやひこ | たけはらみのる | たけはらみのる、戸塚ちさと みやひこ、ほんで フジツカ                                          | 11月22日       |
| 第10話 | 飛べ!怪獣娘!?     | たけはらみのる 芦名みのる みやひこ | たけはらみのる | たけはらみのる、戸塚ちさと                                                                    | 11月29日       |
| 第11話 | 試験!怪獣娘!?     | たけはらみのる 芦名みのる          | たけはらみのる | たけはらみのる、みやひこ ぬるてま                                                             | 12月6日        |
| 第12話 | 私たちが!怪獣娘!! | たけはらみのる 芦名みのる          | たけはらみのる | たけはらみのる、戸塚ちさと みやひこ、フジツカ ほんで、のすふぇらとぅ                          | 12月13日       |
| 第2期  |                   |                                    |                |                                                                                               |                |
| 第1話  | 登場?怪獣娘!?     | たけはらみのる 芦名みのる          | たけはらみのる | たけはらみのる、ほんで みやひこ、渡辺あき                                                     | 2018年 1月9日  |
| 第2話  | 衝撃!怪獣娘!?     | たけはらみのる 芦名みのる          | たけはらみのる | たけはらみのる、ほんで みやひこ、渡辺あき                                                     | 1月16日        |
| 第3話  | カフェ!怪獣娘!?   | たけはらみのる 芦名みのる          | たけはらみのる | たけはらみのる、DNA みやひこ、渡辺あき のすふぇらとぅ                                         | 1月23日        |
| 第4話  | 特訓!怪獣娘!?     | たけはらみのる 芦名みのる          | たけはらみのる | たけはらみのる、DNA みやひこ、渡辺あき                                                        | 1月30日        |
| 第5話  | 街ぶら!怪獣娘!?   | たけはらみのる 芦名みのる          | たけはらみのる | たけはらみのる、ぬるてま ほんで、渡辺まゆ みやひこ、渡辺あき                                  | 2月6日         |
| 第6話  | お母さん?怪獣娘!? | たけはらみのる 芦名みのる          | たけはらみのる | たけはらみのる、ほんで DNA、のすふぇらとぅ みやひこ、渡辺あき                                 | 2月13日        |
| 第7話  | 成長!怪獣娘!?     | たけはらみのる 芦名みのる          | たけはらみのる | たけはらみのる、ほんで みやひこ、渡辺あき                                                     | 2月20日        |
| 第8話  | 衝突!怪獣娘!?     | たけはらみのる 芦名みのる          | たけはらみのる | たけはらみのる、ほんで DNA、のすふぇらとぅ みやひこ、渡辺あき                                 | 2月27日        |
| 第9話  | 作戦!怪獣娘!?     | たけはらみのる 芦名みのる          | たけはらみのる | たけはらみのる、みやひこ DNA、渡辺あき フジツカ                                               | 3月6日         |
| 第10話 | 登場☆怪獣娘!?     | たけはらみのる 芦名みのる          | たけはらみのる | たけはらみのる、ほんで みやひこ、渡辺あき                                                     | 3月13日        |
| 第11話 | 決着☆怪獣娘!?     | たけはらみのる 芦名みのる          | たけはらみのる | たけはらみのる、ほんで ぬるてま、フジツカ DNA、渡辺みゆ みやひこ、渡辺あき                    | 3月20日        |
| 第12話 | みんなで!怪獣娘!! | たけはらみのる 芦名みのる          | たけはらみのる | たけはらみのる、ほんで ルンパロ・チータ、フジツカ 渡辺みゆ、のすふぇらとぅ みやひこ、渡辺あき | 3月27日        |

#### 放送局
| 放送期間                       | 放送時間                        | 放送局   | 対象地域 | 備考                      |
| ------------------------------ | ------------------------------- | -------- | -------- | ------------------------- |
| 2017年1月10日 - 2017年3月28日  | 火曜日23:50 - 水曜日0:00        | AT-X     | 日本全域 | CS放送 / リピート放送あり |
| 2017年10月4日 - 2017年12月20日 | 水曜日1:35 - 1:41（火曜日深夜） | TOKYO MX | 東京都   |                           |

| 放送期間                     | 放送時間                        | 放送局   | 対象地域 | 備考                      |
| ---------------------------- | ------------------------------- | -------- | -------- | ------------------------- |
| 2018年1月9日 - 2018年3月27日 | 火曜日21:54 - 22:00             | TOKYO MX | 東京都   |                           |
| 2018年1月14日 - 2018年4月1日 | 日曜日0:15 - 0:20（土曜日深夜） | AT-X     | 日本全域 | CS放送 / リピート放送あり |

#### ボイスアクリルキーホルダー『怪獣娘〜ウルトラ怪獣擬人化計画〜 ハロウィンVer.』
2016年10月26日に発売されたボイスコンテンツのダウンロードコード付きのアクリルキーホルダー。アクリルキーホルダーの裏面に記載されたコードをスマートフォン端末からアプリ「soloete」で入力するとボイスコンテンツが聞けた。入力は2回あり、商品1つを2回入力しても存在するが、商品2つの組み合わせや順序によって異なり、その数は3キャラ合計して全9種類である。ただし、すでに有効期限は過ぎたため現在は聞くことができない。

#### ゲームアプリ『怪獣娘〜ウルトラ特訓大作戦〜』
2018年1月、iOSとAndroid向けに配信された2D横スクロールアクションゲーム。

#### ミュージックビデオ『Forgive me, kay?』
- 作詞、作曲、編曲 - やいり / 歌 - ザンドリアス（湯浅かえで）×ノイズラー（清都ありさ）

クラウドファンディング企画『ノイズラー・カムバック作戦』の成功を記念して岩船山での特撮映像を交えたミュージックビデオを制作して2018年6月22日にYouTubeで配信していた。

## プレックス版『ウルトラ怪獣擬人化計画 Figure Progect』
フィギュアを中心としたグッズをメインに展開されている。

### 擬人化された怪獣と宇宙人（プレックス版）
Q怪獣：カネゴン、ガラモン
マン怪獣：ダダ、ゼットン、レッドキング
セブン怪獣：メトロン星人、エレキング、キングジョー

## 講談社版『ウルトラジャーニー ツインテール少女とツインテールな僕』
閃凡人による漫画。『月刊少年シリウス』の2017年3月号から12月号まで連載された後『水曜日のシリウス』に移籍して2017年12月27日から2018年4月11日まで連載された。漫画を中心にフィギュアなどの連動企画を行っていた。

### 登場人物（ウルトラジャーニー）

#### メインキャラクター
ヒナ / 双舞ヒナタ
主人公の1人。金髪ツインテールの少女。
ナタ / 海老原太陽
主人公の1人。ヒナの幼馴染の少年。
お嬢 / JO-007
ペダン第3有肢兵器廠（旧：ペダンシティ）出身のKINGシリーズアンドロイドの試作機。
ミク
牛飼いの集落出身の少女。怪力の持ち主だが臆病な性格をしている。
ガラ子
神樹「マルス」で暮らしている少女。
サバト
様々な世界から「可能性」を奪っている黒い衣装の魔女。元々はパルゴと同一の存在だったが、世界がバラバラになった影響で2人に分裂している。
世界を1つに戻せば本来の姿を取り戻せると考えて世界から奪った「可能性」を使い、新たな1つの世界を創り出すことを目的としている。本来の姿は怪獣人プレッシャー。
パルゴ
サバトに同行する魔女。外見はサバトにそっくりだが白い衣装を身に纏っている。世界を旅して「可能性」を宿す生き物を見守るうちに愛情を抱くようになり、現在はサバトと自分は別の存在になったと認識している。ヒナとナタの互いを想い庇い合う姿を見たことでサバトを止めることを決めて赤い靴を与えた。
ブウス子
パルゴの拠点であるエメラルド城の門番兼靴磨きを務めている少女。妖精を自称している。
ちゃめゴン
ブウス子と共にエメラルド城の門番を務めている生き物。変身能力を持っており、自身の大きさを変化させたり、他人に化けることができる。

#### サブキャラクター
ブラック
黒い外装をしたKINGシリーズのアンドロイド。豊かな感情を備えていたが、現在は「心」を失っている。
ジェロニモン
神樹マルスの長。深い知恵を備えて、マルスで生きる彷徨い子達を見守っている。
火と毒の怪鳥
過去に光の巨人を殺害したとされる巨鳥。口から炎や毒を吐き出す。サバトによって別の世界から神樹マルスに連れられてジェロニモンと戦った。
領主
とある世界の領主。1人娘のグリシーヌを溺愛していたが、彼女が病に倒れたことでサバトに誑かされて、愛情を糧とし育つ薔薇のために民を生贄にして、グリシーヌを治療しようとしている。
グリシーヌ
領主の一人娘。未知の病に侵されており、領主によって薔薇を利用して治療されているが、民を犠牲とすることを良しとしていない。胸部に薔薇の花が咲いており、ある程度なら茨を操ることができる。
ダダ兵
サバトに仕える兵隊たち。外見にほとんど差異はない。ミクロ化器を使って、新たな世界を創るエネルギー源とするために生物を捕獲している。
光の巨人
過去に存在していたとされる巨人たちである。自身を見つめる子供たちの瞳に宿った光を力に変えて戦っていたと伝えられている。

### 舞台
本作では様々な世界が描かれているが、それらは元々は1つしかなかった世界がバラバラとなり、その破片から進化していったものとされている。元は同じ世界だったが、現在は在り方も時間の進み方も異なるものとなっている。
地球
ペダン第3有肢兵器廠
かつてはペダンシティと呼ばれ心を持つアンドロイドとロボットが住んでいた。サバトに心を奪われたKINGシリーズの暴走により、他のロボットは破壊され荒廃している。
ミクの出身世界（名称不明）
この世界の人間はミクラスのような角が生えており、ミクラスのような牛を放牧して生活している。湖にはキングエレトカゲというエレキングに似た爬虫類が生息している。
神樹マルス
森と見紛う程に広大に枝葉を伸ばす超巨大樹。様々な世界の記憶が流れ込み、知恵の実と呼ばれるコアに蓄えられている。彷徨う者達が流れ着く世界でもある。
エメラルド城
パルゴが拠点としているエメラルドでできた城。すべての世界に繋がる入り口が破れた絵画として飾られている。
グリシーヌの世界（名称不明）
中世のような様式の建築物が立ち並ぶ世界。領主が民を治めている。現在はサバトが領主に手渡した薔薇の茨によって覆われている。
ドーム
サバトが奪った「可能性」を蓄えている世界。ダダ兵が棲むドームの外は荒野が広がっている。

### 用語（ウルトラジャーニー）
彷徨う者（ジャーニー）
住む世界を失った者の総称。
赤い靴
パルゴがヒナに与えた靴。「繋ぐ光」と呼ばれる虹を発生させる力を持っている。

## 書誌情報
POP版
- 『ウルトラ怪獣擬人化計画feat.POP Comic code』作：風上旬 秋田書店（ヤングチャンピオンコミックス） 全7巻
  1. 2016年1月20日発売 ISBN 978-4-253-14116-1
  2. 2016年8月19日発売 ISBN 978-4-253-14117-8
  3. 2017年4月20日発売 ISBN 978-4-253-14118-5
  4. 2017年12月20日発売 ISBN 978-4-253-14119-2
  5. 2018年8月20日発売 ISBN 978-4-253-14120-8
  6. 2019年6月20日発売 ISBN 978-4-253-14121-5
  7. 2020年3月19日発売 ISBN 978-4-253-14122-2

KADOKAWA版
- 『ウルトラ怪獣擬人化計画 ギャラクシー☆デイズ』作：爆天童 KADOKAWA、アスキー・メディアワークス（電撃コミックス） 全5巻
  1. 2015年7月27日発売 ISBN 978-4-04-865266-7
  2. 2016年6月27日発売 ISBN 978-4-04-892131-2
  3. 2017年7月27日発売 ISBN 978-4-04-893258-5
  4. 2018年8月27日発売 ISBN 978-4-04-894000-9
  5. 2019年7月26日発売 ISBN 978-4-04-912654-9

- 『ウルトラ怪獣擬人化計画 公式ファンブック』 KADOKAWA、2018年3月30日発売 ISBN 978-4-04-893762-7
- 『ウルトラ怪獣擬人化計画 始まりの物語』 企画・原案・シリーズ構成：海法紀光(ニトロプラス)、執筆：森瀬繚(1話)・谷崎央佳(2 - 7話)、イラスト：ハル犬、協力：ミームミーム KADOKAWA、2018年3月30日発売 ISBN 978-4-04-893761-0
- 『ノベル＆ドラマCDブック『愛を叫べ!怪獣娘!?』 〜ウルトラ怪獣擬人化計画〜』 作：渡井亘 クロックワークス、2018年12月21日発売 一部ゲーマーズ店舗並びにクロックワークス通販サイトのみでの取り扱い

講談社版
- 『ウルトラジャーニー ツインテール少女とツインテールな僕』 作：閃凡人、脚本：トオノキョウジ 講談社（シリウスKC） 全3巻
  1. 2017年7月7日発売 ISBN 978-4-06-390721-6
  2. 2018年1月9日発売 ISBN 978-4-06-510772-0
  3. 2018年5月9日発売 電子書籍のみ